# Протестантизм в Великом княжестве Литовском
Протестантизм в Великом княжестве Литовском ― одно из трёх крупнейших направлений христианства наряду с православием и католицизмом, существовавшее на землях Великого княжества Литовского в XVI—XVIII веках. Связан своим происхождением с Реформацией ― широким антикатолическим движением XVI века в Европе. В Великом княжестве Литовском протестантизм появился в виде двух течений ― лютеранства и кальвинизма. Способствовал духовной жизни общества, приходу гуманистических идей, распространению светских форм культуры в границах менее жёсткой и менее централизованной протестантской церкви, развитию образования, книгоизданию, расширению международных связей.
Протестантизм в Великом княжестве Литовском прошёл несколько стадий: формирование и подъём реформационного движения, деление на несколько социально-политических и религиозно теологических движений (середина 1550-х ― 1570-е гг.), сужение социальной базы протестантизма, наступление и победа контрреформации (1580-е ― вторая четверть XVII века). С середины XVII века протестантская церковь играла в Великом княжестве Литовском незначительную роль.

## Возникновение протестантизма

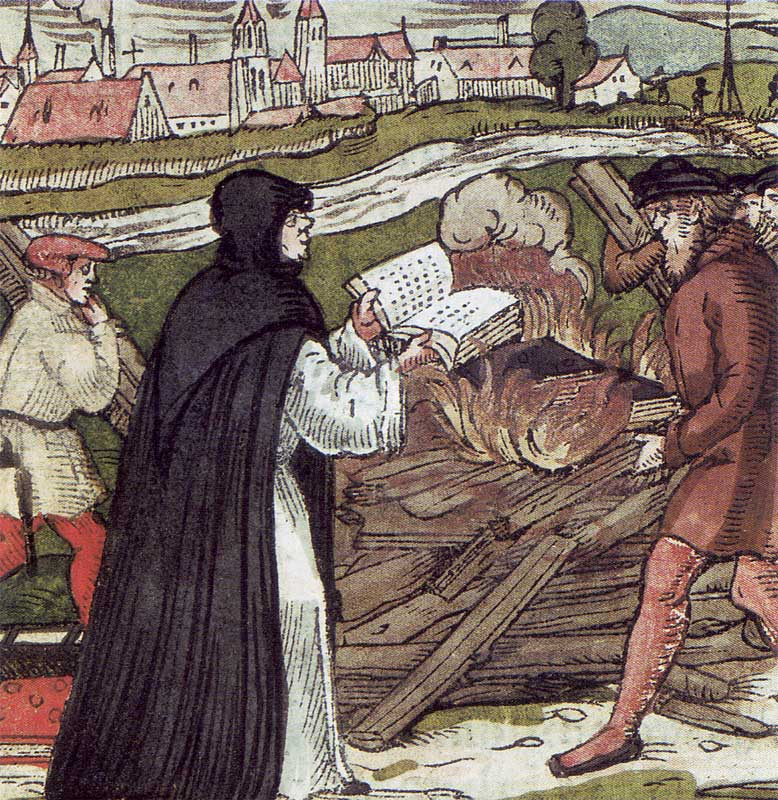
Мартин Лютер сжигает папскую буллу. Гравюра 1557 года

В 1517 году монах-августинец профессор богословия Виттенбергского университета Мартин Лютер в тезисах против папских индульгенций выступил с протестом против господствующей в Европе католической церкви, утверждая, что духовенство не может быть посредником между Богом и людьми и торговать отпущениями грехов. Лютер утверждал посмертное спасение людей через личную веру в Бога, призывал не признавать культа святых, из христианских таинств допускать лишь крещение и причастие.
Идеи лютеранства нашли широкую поддержку в Германии. Лютер отказался явиться в Рим на церковный суд, а на Лейпцигском диспуте с католическими богословами в 1519 году открыто заявил о поддержке им реформаторских идей Яна Гуса. В 1520 году Лютер публично сжёг во дворе Виттенбергского университета папскую буллу об отлучении его от церкви. В трактате «К христианскому дворянству немецкой нации», написанном в 1520 году, он призвал немецкий народ к решительному выступлению против диктата католической церкви.
В 1526 году Шпайерский рейхстаг по требованию немецких князей-лютеран принял постановление о праве каждого немецкого князя выбирать религию для себя и своих подданных. Однако Второй Шпейерский рейхстаг 1529 года отменил это постановление. В ответ от князей и ряда имперских городов последовал протест — Шпайерская протестация, от которой и произошёл термин «протестантизм». Централизованной римско-католической церкви Реформация противопоставила децентрализованную, более демократическую церковь. С Реформацией в Западной Европе связаны такие наиважнейшие исторические события, как Крестьянская война в Германии 1524—1526 годов, Нидерландская революция, Тридцатилетняя война 1618—1648 годов и другие. Главные причины, породившие реформационное движение, были общими для всей Западной Европы, но в каждой стране протестантизм имел свои особенности.

## Распространение лютеранства в Великом княжестве Литовском

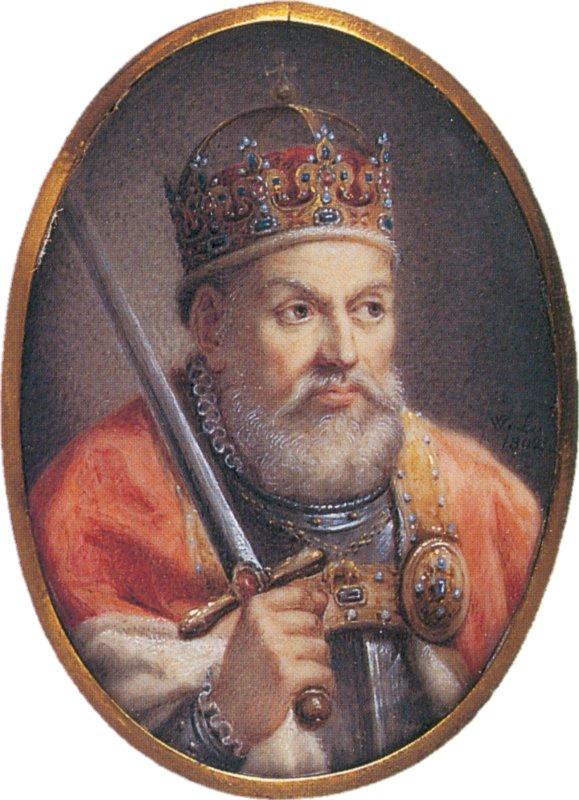
Сигизмунд I

В Великом княжестве Литовском были хорошо известны взгляды Яна Гуса, одного из предвестников Реформации. Ещё в 1413 году двор великого князя литовского Витовта посетил соратник Гуса ― активный противник католической церкви Иероним Пражский, впоследствии сожжённый инквизицией на костре. Подробности его встречи с великим князем неизвестны, но вполне возможно, что теолог не преминул поделиться с ним своими воззрениями. В 1422 году по поручению Витовта в Чехию с пятитысячным войском отправился князь Сигизмунд Корибутович, возглавивший гуситов. В 1424 году он занял Прагу, где провозгласил себя королём, однако вскоре был вынужден вернуться в Великое княжество Литовское.
Вскоре после начала Реформации идеи Лютера распространились на значительной территории. Из Германии они проникли в Восточную Пруссию и Ливонию, а затем и в Польшу. В 1525 году великий магистр Тевтонского ордена Альбрехт Гогенцоллерн провёл секуляризацию прусских владений Ордена и провозгласил себя герцогом светского государства Пруссия. В том же году под влиянием Лютера и его соратника Меланхтона Альбрехт объявил Пруссию лютеранским государством. Из Пруссии новое учение стало распространяться на территорию Великого княжества Литовского — в Жемайтию и Аукштайтию. Первые лютеранские общины в Великом княжестве Литовском ― дворовые и городские ― стали появляться в середине XVI века. Центром лютеранства стала столица — город Вильна (совр. Вильнюс). Членами общин были в основном немецкие купцы, среди простого народа и шляхты лютеранство популярностью не пользовалось.
Польское католическое духовенство оценило опасность новой идеологии. Ещё в 1520 году оно собралось в Петрокове на Собор под председательством архиепископа гнезненского Яна Лаского и запретило лютеранские книги, однако их распространение продолжилось: даже в польской столице, Кракове, где при университете открыто продолжали продаваться сочинения Лютера. В 1523 году король польский и великий князь литовский Сигизмунд I приказал каштеляну краковскому Кшиштофу Шидловецкому, чтобы «никто не вносил в королевство книг Лютера или кого-либо из его последователей… никто под страхом смертной казни и конфискации всего имущества не осмеливался одобрять, а тем более проповедовать и распространять его зловредное и уже осуждённое учение».
В Данциге (совр. Гданьск) в 1524 году пять костёлов обратились в протестантские, вскоре за ними последовали и остальные. Сигизмунд I издал указ с повелением восстановить католичество в Данциге, а отпавшим от него выехать из Польши в течение суток под угрозой смертной казни. Но за Данцигом последовали Сандомир и другие города. В универсале 1534 года сандомирскому каштеляну Петру Кмите-Собенскому король писал: «В королевстве явилось много людей, жадных до новизны, которые не только тайно, но и явно принимают и распространяют осуждённые Соборами ереси… посылают своих молодых родственников в Виттенберг, чтобы они, напитавшись с молодости учением Лютера, тем с большим жаром по возвращении в отечество распространяли это учение, а иные по своей воле и по совету друзей нарочно ездят к Лютеру и другим начальникам новых сект, чтобы ближе узнать и усвоить себе их заблуждения».
Первым проповедником лютеранства в Великом княжестве Литовском был, скорее всего, выпускник Краковского университета Рапегалан Станислав Рафалович, приехавший в 1525 году в Вильну. Магистр Юрий с Эйшишек попытался при поддержке трокского воеводы Гаштольда в 1539 году открыть в Вильно лютеранскую школу, но капитул не позволил.

Памятник Аврааму Кульве в Йонаве

О первых лютеранских общинах известно немного. Известно, например, что одна из первых парафий была основана в 1542 году в местечке Виленского воеводства Жеймах близ Ковно (совр. Каунас). Некоторые белорусские исследователи полагают, что первое упоминание лютеранской общины относится к Слуцку 1535 года, когда князь Юрий Олелькович выделил немцам землю под кирху. Это утверждение основывается на документе, найденном Семёном Подокшиным в литовских архивах. Автоматически перенёс эти сведения в свою книгу немецкий историк Дитрих. Приняли её как данность средства массовой информации. При этом минский священник, историк религии Алексей Хотеев считает, что Подокшин ошибся: слуцкая кирха строилась в середине XVII века, то есть на столетие позже, а 1535 году земля была дана православной общине. Протестантские храмы вообще начали строиться лишь с 1550-х годов.
Первая брестская протестантская церковь, основанная в 1553 году, имела в собственности типографию, печатавшую как религиозные, так и светские книги. При церкви была открыта начальная школа, где молодые люди учились чтению и письму, а также основам веры. Близ Бреста у села Домачёво обосновались две голландские колонии, образовавшие в 1564 году протестантские общины. Известно, что одну из минских протестантских общин в 1596 году организовал речицкий староста князь Ярош Жижемский, подарив ей дом с земельным участком. Сестра Жижемского, Милослава, была замужем за кальвинистским теологом и писателем Андреем Воланом.
Решив принять меры, в июле 1538 года король Сигизмунд I издаёт эдикт против лютеран и анабаптистов с угрозой ― за распространение религиозных заблуждений конфисковывать имущество и высылать из страны. Но этого оказалось мало, и в 1542 году выходит новый эдикт, наделяющий духовенство в лице виленского епископа судебной властью над еретиками и диссидентами. Протестанты лишались дворянства. Запрещалось нанимать учителями немцев, посылать шляхетских юношей в Германию для образования. Но законы исполняются плохо. Из-за противодействия княжеских родов королю пришлось в 1543 году указ о заграничном образовании отменить, оставив лишь запрет привозить домой «еретические» сочинения. А они уже вовсю имели хождения. Великий магистр Тевтонского ордена Альбрехт отказался подчиняться папе, принял протестантство и стал светским герцогом Пруссии. Он издавал в большом количестве переводы литургических и других книг и направлял их в Литву. По его заказу пастор Мартин Монвид перевёл на литовский язык лютеранский канционал. В Королевце (Кёнигсберге) был основан лютеранский университет (1544) с общежитием и стипендией для восьми литовцев. Среди преподавателей также были два литовца: Станислав Раполионис и Авраам Кульва, изгнанные из Вильны за пропаганду идей Лютера
.
Несмотря на строгости, в 1539 году виленский уроженец, ксёндз и доктор философии, Авраам Кульва открывает в Вильно школу для шляхетской молодёжи и активно выступает с лютеранскими проповедями, слушать которые постепенно собирается чуть ли не всё немецкое население города. Виленский епископ Павел Гольшанский обратился к Сигизмунду I с просьбой вмешаться. Король издал эдикт, по которому Кульва должен был явиться на духовный суд, покаяться и понести наказание. Кульва бежал в Пруссию. После отъезда Кульвы, проповедником лютеранства в Литве стал Ян Винклер, ксёндз виленского костёла святой Анны. Виленский епископ запретил ему не только служить, но и вообще появляться в виленских костёлах. Тогда Винклер открыл лютеранскую молельню в доме виленского купца Морштина. Образовалась лютеранская община, в основном из немцев. На Немецкой улице была построена кирха, просуществовавшая до 1944 года.
Сын Сигизмунда I король и великий князь Литовский Сигизмунд II Август стал покровительствовать протестантам. Воспитывавшийся при дворе матери королевы Боны Сфорца, он подружился с духовником матери Франческо Лисманини, тайным приверженцем Реформации. Будущий король знакомился с сочинениями деятелей Реформации, даже отправлял Лисманини в Швейцарию покупать книги.

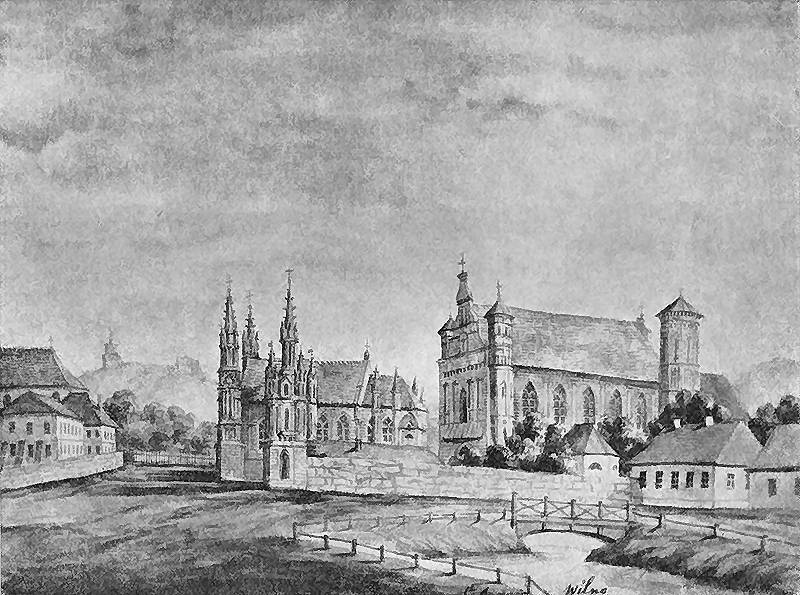
Костёл святой Анны в Вильне

Несомненно, беседовал король и с придворными проповедниками Иваном Козьминским и Лаврентием (Дискордием) из Прошович, которых взял с собой в Литву в 1544. Он писал в 1547 году краковскому бискупу: «Ещё слишком свежи в этом нашем Великом княжестве веяния старой веры. Потому что здесь, по-над Вильней, тёмный необразованный народ отдаёт почесть божескую (не говоря уже о других суевериях) лесам, дубам, липам, ручьям, валунам, ужам, и приносит им жертвы, как общие. Так и личные». Сигизмунд II Август переписывался с Кальвином. Он и Лютер посвятили королю свои сочинения: Кальвин ― толкование на послание Павла к евреям, Лютер ― свой перевод Библии. Папа Римский обвинял короля в попустительстве протестантскому движению. Стал охладевать к протестантам Сигизмунд II Август только к концу своего правления. При иезуитах в 1564 и 1565 годах появляются его универсалы против реформаторов.
Лютеранская церковь стала зваться в Великом княжестве Литовском и Польше Ecclesia Augustana (Аугсбургская Церковь); иногда её называли Саксонской. В 1559 году Сигизмунд II Август определил Аугсбургскую Церковь ВКЛ под власть рижского архиепископа. Управлялась Аугсбургская Церковь консисторским советом во главе с суперинтендентом, располагавшимся в Вильно. Вторым центром лютеранства после Вильны стал Ковно, принявший в 1550 году Аугсбургское исповедание. В 1570 году к лютеранам Великого княжества Литовского и Польши присоединились и гуситы (чешские братья).
Во второй половине XVI века к евангелическим приходам относилась почти половина верующих, но лютеране оставались в меньшинстве, а к середине XVII века лютеране уже были и притесняемым меньшинством со стороны католической церкви. К тому времени осталось 10 лютеранских храмов против 150 кальвинистских. А польский исследователь Генрих Мерчинг считал, что во второй половине XVI века в Великом княжестве Литовском их осталось 5. Практически все общины действовали независимо друг от друга, хотя лютеранская община Вильны и считалась верховной. В 1629 году в литовском городке Кейданы (Кедайняй) поселились 80 немецких лютеранских семей, мирно существовавших с кальвинистами.
В 1653 — 1655 гг. пастором в Вильно и суперинтендентом лютеранской церкви Великого княжества Литовского был Малина Ян Казимир.
Новый импульс развитию протестантизма на территории Белоруссии придали шведские войска во время Северной войны (1700—1721). С 18 марта по 6 июня 1708 года в Радошковичах размещалась главная штаб-квартира шведского короля Карла XII. 15 апреля 1708 года в Радошковичах магнаты Ярослав Любомирский и Януш Вишневецкий вместе с со своими сторонниками приняли лютеранство. 7 мая 1708 года в местечке прошёл экзамен по логике и философии для новых лютеранских пастырей, которые приняли сан и были направлены на службу в южно-сконский отдел рейтеров (Södra Skånska rytteriet). Словацкий мемуарист-протестант Даниель Крман оставил после себя дневник на латинском языке, где описываются события в Белоруссии во время похода короля Карла XII.

## Кальвинизм в Великом княжестве Литовском

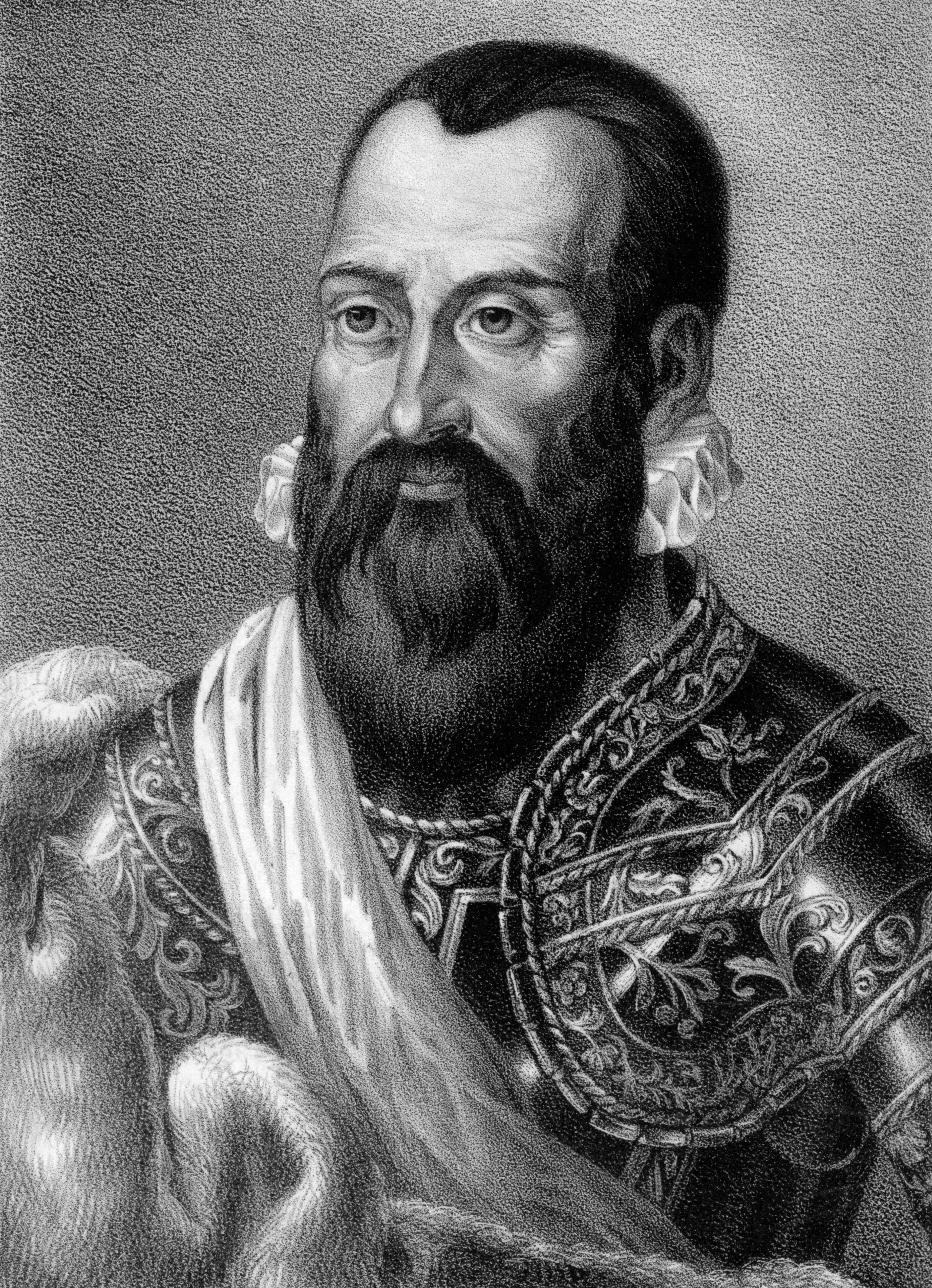
Николай Радзивилл Чёрный

Парижский богослов Жан Кальвин переписывался со многими власть предержащими в Европе, в том числе с князем Николаем Радзивиллом Чёрным и краковским воеводой Яном Тарновским. Николай Радзивилл Чёрный и стал в Великом княжестве Литовском защитником и поборником кальвинизма. Прежде всего он открыл кальвинистскую молельню в своём доме на Лукишках под Вильной. В 1561 году на виленской Бернардинской площади он поставил каменный храм, открыл молельни в своих усадьбах ― в Клецке, Несвиже, Орше, Девялтове, Ивье, Шилянах, Кейданах, Биржанах, Бресте.

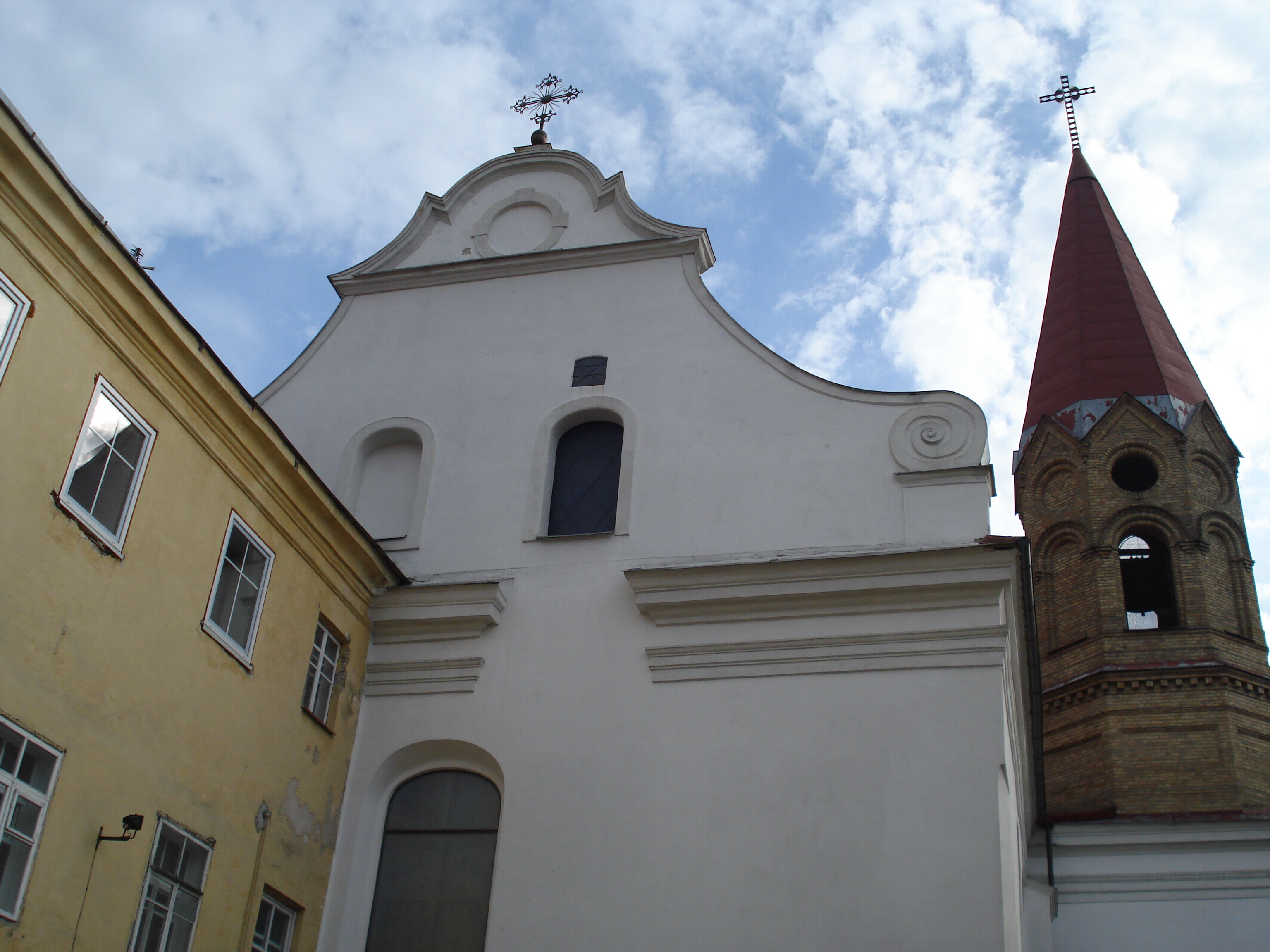
Современный вид кирхи в Вильнюсе (Вильне), сооружённой Николаем Радзивиллом

Радзивилл назначил кальвинистских пасторов: Мартина Чеховица и Вендрыховского ― в Вильну, Симона Будного ― в Клецк, Лаврентия Кжишковского ― в Несвиж, Симона Зациуса ― в Брест и др.

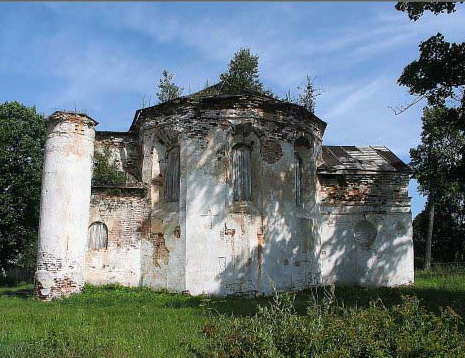
Кальвинистский костёл под Минском

Кальвинизм в Великом княжестве Литовском имел иную социально-классовую основу, нежели в государствах Западной Европы. Его опорой были не народ, не мещане, а литовская знать и часть средней шляхты. Впрочем, кальвинизм поддержала и часть горожан, недовольных установлением католических и православных «юридик», церковными податями. Польский историк Януш Тазбир отмечал, что кальвинизм в Польше и Великом княжестве Литовском сильно отличался от западноевропейского.
Крупная шляхта Великого княжества Литовского, тяготясь диктатом церкви, приняла кальвинизм крайне положительно. В кальвинизме главой был не король (князь) как у лютеран, и не духовный сановник как у католиков, а владелец поместья, где находилась протестантская община. К 1560 году кальвинизм приняли большинство магнатов ВКЛ: Сапеги, Кишки, Ходкевичи, Тышкевичи, Соломерицкие, Дорогостайские и др. По мнению историка церкви А. В. Карташёва, такая склонность православных фамилий к кальвинизму объясняется инстинктом сопротивления католичеству, как орудию полонизации и латинизации ― «опротестантимся, чтобы не облатиниться и не ополячиться». В 1557 году в Вильну под председательством Николая Радзивила Чёрного прошёл первый учредительный Синод представителей протестантов ВКЛ ― сеньоров и министров зборов (под збором понимается протестантский храм и протестантская община). Он избрал руководящие органы протестантской (евангельской) церкви. Деятельностью общин руководил суперинтендент. Им стал один из переводчиков Брестской Библии Симон Зациус. Он созывал синоды и вёл текущие дела. Непосредственную работу среди населения вели проповедники. Из светских лиц избирались сеньоры, контролировавшие жизнь церковных общин. Второй съезд состоялся в 1558 году в Бресте. Церковь была поделена на Виленский и Полесский дискриты, охватывала территорию нынешних Белоруссии, Литвы и части Украины. В конце XVI века сложилась довольно стройная территориальная структура кальвинистской церкви в Великом княжестве Литовском ― образовалось 6 дискритов: Виленский, Новогрудский, Подляшский, Русский, Завилейский и Жмудский.

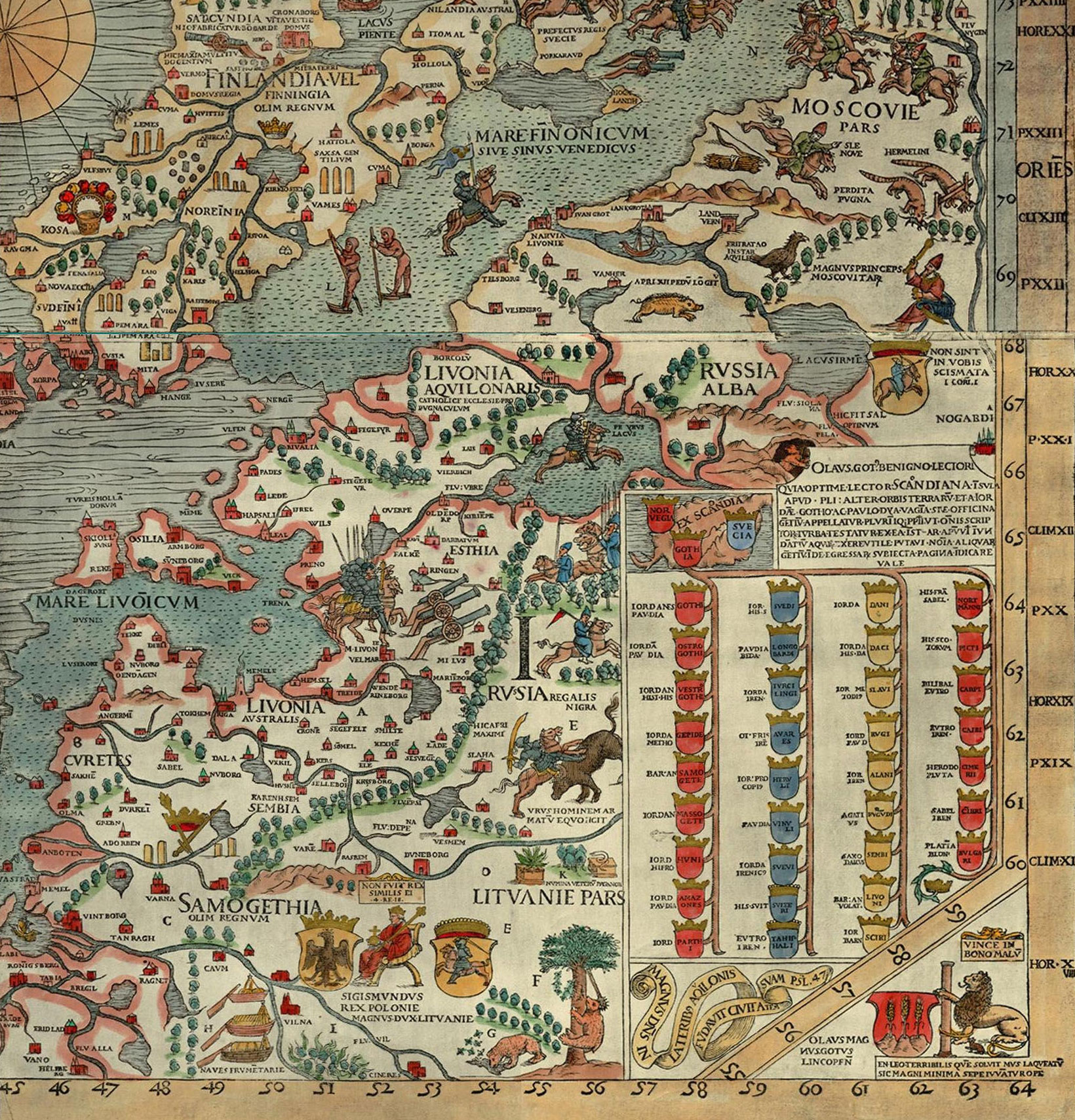
Жмудь и другие регионы на Carta Marina, 1539 год

В мандате Сигизмунда II Августа на основание кальвинистского храма в Витебске говорится: «Прыслалі до нас бояре, шляхта, бурмістры, райцы і мешчане тамошніе вітэбскіе, бьючы чолом, абыхмо у тамошнем месте Вітэбском дозволілі ім ку науцэ детем і для хожэнія іх ку слуханю слова Божего дом збудоваті і казнодею ховаті». Во второй половине XVI — начале XVII века возникли кальвинистские общины в Витебске, Минске, Полоцке, Орше, Заславле, Ивье, Любче, Ляховичах, Новогрудке, Сморгони и др. При общинах строились костёлы, школы, типографии, госпитали. Известны школы в Сематичах, Шидлове, Биржах, Витебске, Головчине, Городее, Глубоком, Жупанах, Заславле, Ивенце, Ивье, Копыле, Койданове, Любче, Минске, Новогрудке, Орше, Слуцке, Сморгони и др. Комментированный список городов и местечек, где когда-то существовали кальвинистские общины, даёт немецкий историк Ганс-Кристиан Дитрих, ссылаясь на польского историка Ю. Лукашевича и современных литовских исследователей. На территории нынешней Белоруссии Дитрих насчитал около 90 кальвинистских общин. Другие исследователи считают, что в Великом княжестве Литовском в конце XVI века их было не менее 200. А. П. Грицкевич, соглашаясь с Л. Ярминским, полагает, что во второй половине XVI века в Великом княжестве Литовском было 158 кальвинистских общин-зборов, из них в Виленском воеводстве ― 39, в Трокском ― 30, на Жмуди ― 29, в Новогрудском воеводстве ― 27, в Минском воеводстве ― 11, Берестейском ― 8, Витебском ― 7, Полоцком ― 5, Мстиславском ― 2. На начало XVII века их было около 200. Память о кальвинистских общинах сохранилась в виде их храмов. Хозяин Заславля Николай Глебович построил, например, на территории замка кальвинистский збор (Спасо-Преображенская церковь), библиотека которого насчитывала около 400 книг. Здесь имелись школа, типография, где Симон Будный в 1547 году выпустил свою Библию. Кальвинисткий збор в деревне Кухтичи на Минщине возведён в 1560—1570-е гг. Позже преобразован в костёл, при советской власти стал котельной. Теперь он включён в каталог «Памятников мира» наравне с Великой Китайской стеной и другими архитектурными памятниками, которым грозит разрушение. Сохранились в той или иной степени зборы в Сморгони, в некогда радзивилловском Койданове.
В школах преобладало религиозное воспитание, но достаточно большое внимание уделялось и другому: кроме богословия, изучались история, история, математика, риторика, античная поэзия, церковное пение. Особенно выделялась виленская школа, открытая в середине XVI века, которую даже хотели преобразовать в университет. Здесь с 1558 по 1560 год преподавал Симон Будный. В арианских школах при общинах в Ивье, Клецке, Любче, Лоске и Несвиже было 3- и 5-классное обучение. Здесь, кроме богословия, изучали греческий, латинский, польский языки, риторику, арифметика и др. Славилась школа в Ивье, где в 1585—1593 гг. ректором был Ян Лициний Намысловский. Известны была своим уровнем образованием и кальвинистская школа в Слуцке, выпускники которой нередко становились кальвинистскими священниками.

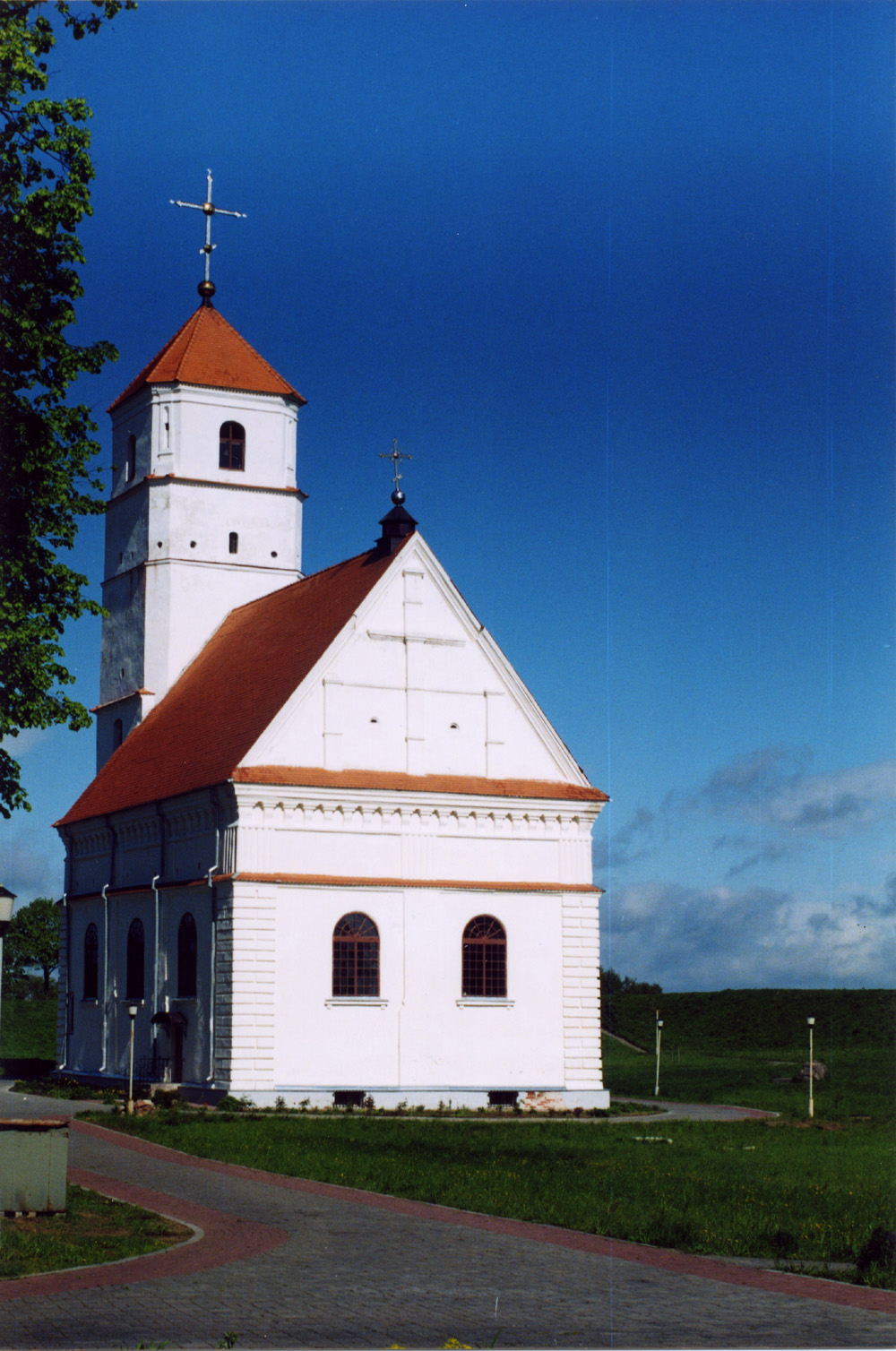
Бывший кальвинистский храм в Заславле

На Подолье известностью пользовалась академия в Пониовцах, основанная Яном Потоцким одновременно с основанием здесь кальвинистского збора и типографии. В одной из таких школ, открытой братьями Гойскими в Гоще на Волыни Лжедмитрий I изучал латынь.
В Новогрудском воеводстве проживало более 600 шляхетских фамилий; в православии остались только 16, остальные стали кальвинистами. К 1563 году в Великом княжестве Литовском было 195 православных храмов и около 50 монастырей. Католиков же к 1563 год у оставалось всего около тысячи, в Жмудской епархии, например, из 700 костёлов работало всего 6. В кальвинизм перешли даже два иерарха католической церкви ― епископ жмудский Ян Пяткевич и епископ киевского диоцеза Николай Пац. Кальвинизм становился доминирующей религией в княжестве. В 1565 году кальвинисты королевским Виленским привилеем уравнены в правах с католиками и православными. На Брестском соборе 1596 католики, укоряя православных за союз с кальвинистами, говорили: «Вы имеете в них (протестантах) больших приятелей, которые у вас в новогродском воеводстве опустошили 650 церквей».
Распространению кальвинизма в украинских землях способствовали магнаты и крупная шляхта, помогая общинам материально. Кальвинизм туда пришёл в 1540-х гг., и связан с такими культурными деятелями как Фома Фальковский, Павел Зенович, Николай Житень, Александр Витрелин. Сын православного священника с Галичины Андрей Добрянский, профессор философии, перешёл в кальвинизм и, преследуемый католиками, уехал в Вильну, где занял должность кальвинистского суперинтендента, позже переехал в Слуцк ректором школы. Первая кальвинистская община на Украине появилась в 1536 году в городе Владимир-Волынский. Распространялся кальвинизм успешно ― от Волыни и Голиции до Подолья и Киевщины, однако общины, школы и типографии были сосредоточены в основном на Западной Украине. В 1560-х гг. на Украине насчитывалось около 300 реформатских общин. К протестантству обращались знатные фамилии ― Ходкевичи, Глебовичи, Гуевичи, князья Пронские, Вишневецкие, Сапеги-Горностаи, Немеричи, Замойские, Потоцкие и др. Но, как считал известный украинский учёный М. С. Грушевский, протестантские общины держались недолго, после смерти своего покровителя или перехода его в католическую церковь они прекращали деятельность. Развитие кальвинизма на украинских землях можно условно разделить на три периода: время зарождения конфессии в 1540—1550 гг., второй период — 1560—1580 гг., наиболее успешные годы; конец XVI — начало XVII века ― постепенное угасание общин. В 1650—1660-е гг. их существование почти прекращается.
Трудно сказать, как предполагал Николай Радзивилл Чёрный далее развивать идеи кальвинизма в Великом княжестве Литовском. Но, опасаясь польского влияния с одной стороны и православного восточного ― с другой, он прилагал все усилия к распространению третьей религии, способной объединить шляхту Великого княжества Литовского. Ведь он даже добился отмены Городельского акта, по которому преимущества и право на государственную службу в ВКЛ оставались только за католиками. Николай Радзивилл Чёрный умер на 50-м году жизни. С его смертью прервался «золотой век» литовского кальвинизма.

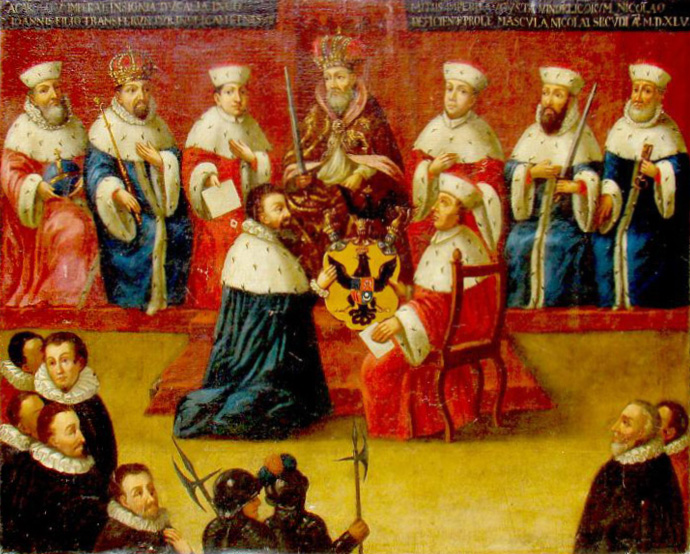
Карл V возводит Николая Радзивилла в княжеское достоинство

В 1563 году на сейме в Вильне королевским декретом были отменены введённые Городельской унией ограничения для православных магнатов занимать высшие административные и судебные должности в Великом княжестве Литовском ― собственно, как и протестантам. Но православная шляхта и духовенство относились к новым религиозным течениям инертно, лишь Артемий выступил с критикой протестантизма. Только с середины XVI века появились антипротестантские полемические сочинения. В целом, однако, протестантизм не оказал влияние на православных Великого княжества Литовского.
Канцлер Великого княжества Литовского, крупный политический деятель Лев Сапега в детстве был православным, позже принял идеи Реформации, а в 1587 году сделался католиком. Он стал одним из организаторов Брестской церковной унии 1596 года, объединившей на землях Великого княжества Литовского православную и католическую церкви при главенстве папского престола.

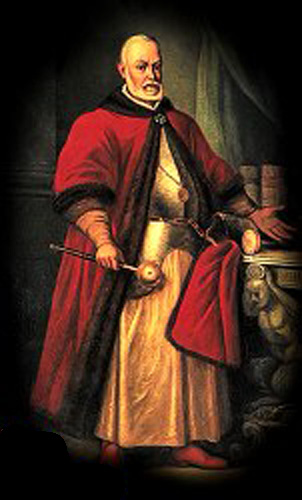
Лев Иванович Сапега

В 1569 году в Великом княжестве Литовском утверждаются иезуиты, основываются католические коллегиумы, в 1570 году в протестантских сёлах иезуиты открывают свои народные школы. Таким образом закладывается основа нынешней католической общины этнических белорусов, литовцев и украинцев. В 1570 году между протестантами Польши и Великого княжества Литовского ― лютеранами, кальвинистами и чешскими братьями ― в Сандомире заключён договор. Антитринитарии в этом соглашении не участвовали. Инициатором договора был Ян Лаский, предложивший создать единую национальную церковь Речи Посполитой. Встрече в Сандомире предшествовал лютеранско-кальвинистский синод в Вильне (март 1570), да и в Польше уже, начиная с 1555 года проводились совместные синоды для обсуждения различных организационных вопросов. Собравшиеся в Сандомире достигли согласия в теологическом вопросе относительно евхаристии, было позволено верующим посещать богослужения во всех трёх протестантских конфессиях и даже принимать в них участие. После этого синода протестантские магнаты Речи Посполитой добились на Варшавской конфедерации 1573 года свободы выбора религии, ― это требование было исполнено Генрихом Валуа при избрании его королём польским. Позже в Статут литовский 1588 года была внесена соответствующая статья. Но статья не затрагивала зависимое крестьянство ― оно по умолчанию должно было придерживаться веры своего хозяина.
До середины XVII века отношения между кальвинистами и православными самые добрые. Примером этого явился акт Варшавской конфедерации 1573, которым было гарантировано на территории Речи Посполитой равенство христианских конфессий и запрещено употреблять оружие для решения межконфессиональных конфликтов. Однако, этот тактический протестантско-православный союз длился недолго, слишком очевидным стало богословское, культурное и социальное расхождение.
Развитие товарно-денежных отношений активизировало деятельность евреев в Великом княжестве Литовском, что католической церкви не нравилось. Автор книги «О нравах татар, литовцев и москвитян» Михалон Литвин негодует: «В эту землю стёкся изо всех других земель самый скверный народ иудейский, уже распространившийся по всем городам Подолии, Волыни и других плодородных областей; коварный, ловкий, лживый, подделывающий у нас товары, деньги, расписки, печати, на всех рынках лишающий христиан пропитания, не знающий иных способов, кроме обмана и клеветы; как доносит Священное Писание, это злейший народ из рода халдеев, развратный, греховный, неверный, подлый, порочный». Однако протестанты относились к евреям вполне толерантно. Учёный раввин, житель Великого княжества Литовского, Исаак бен Абрахам из Трок в трактате «Утверждение веры» отмечает жестокое отношение к евреям в странах Западной Европы, между тем как в Великом княжестве литовском евреям выдаются охранные грамоты, чтобы «они могли жить спокойно и радостно, а тех, кто их преследует, наказывают… короли и князья этих земель (да приумножит Бог их благоденствие) ― друзья милосердия и справедливости, в силу этого они не чинят никакого беззакония или притеснения живущим в их землях евреям, а потому Бог даровал им внутренний мир и покой, так что даже сторонники различных вер не враждуют друг с другом».
В Вильне, несмотря на притеснения протестантов, ещё даже устраиваются религиозные диспуты, так в 1595 году известный деятель Реформации, впоследствии патриарх Александрийский и Константинопольский Кирилл Лукарис публично дискутирует с иезуитами и францисканцами, инициирует издание книги Мелетия Пигаса «Диалог о восточной вере» (1596). В начале XVII века началось преследование кальвинистов, участились погромы их храмов, в 1632 году запрещено строить новые протестантские церкви, а в 1668 году запрещено переходить из католичества в протестантизм. Началась передача протестантских храмов католикам. К середине XVII века действует всего 140 реформатских церквей, а на Синоде 1748 года насчитано только 48 действующих приходов, в которых служили 40 пасторов. В XVII веке большинство кальвинистов перешло в католичество, число кальвинистских общин сильно уменьшилось, некоторые, впрочем, существовали до XX века. Российской императрицей Екатериной II указом 1767 года было определено, что диссидентская православная и протестантская шляхта уравнивается в правах с католической, кроме выборов короля Речи Посполитой, ― им мог стать только католик.

## Антитринитарии в Великом княжестве Литовском

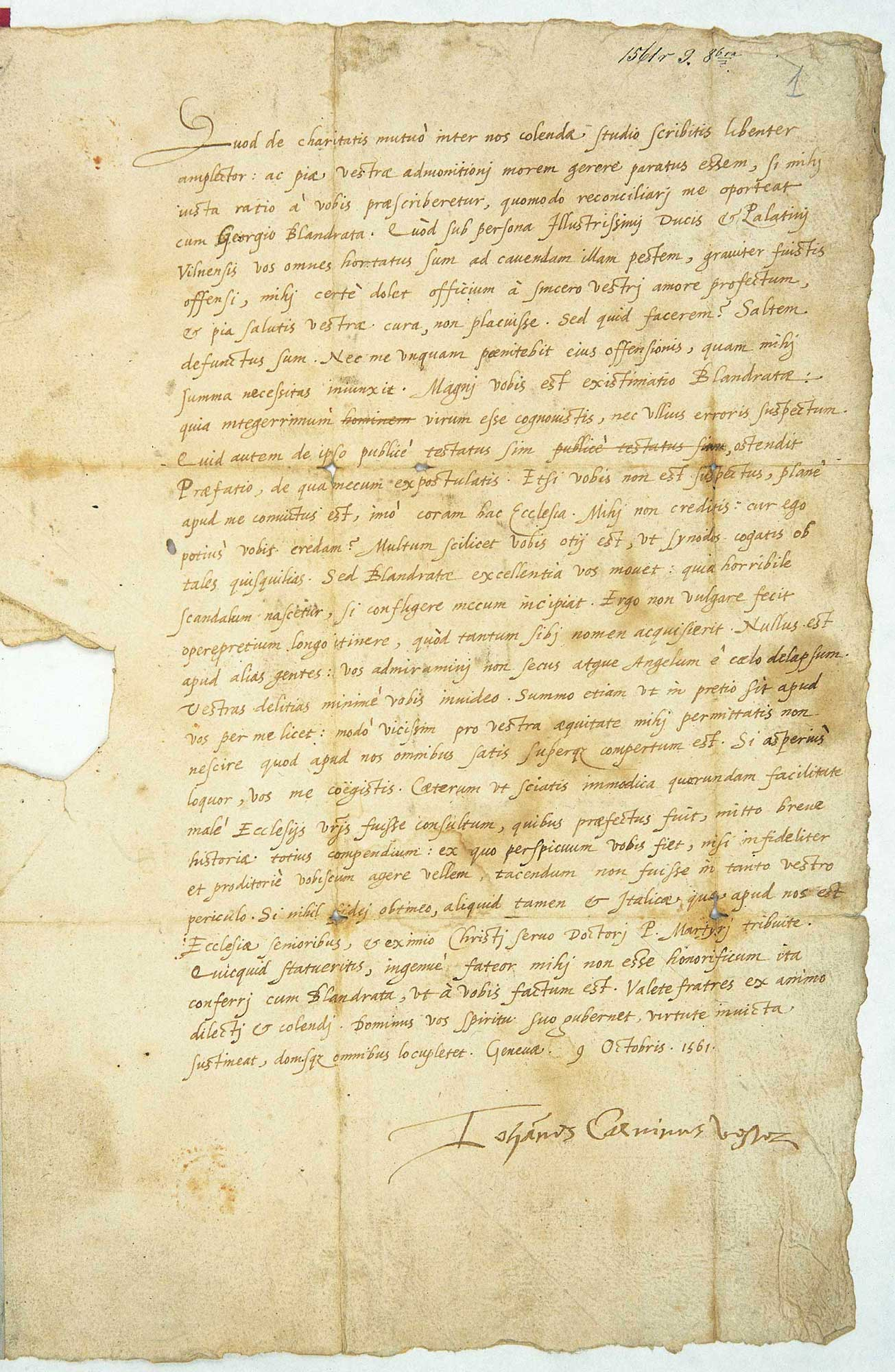
Письмо Жана Кальвина виленскому кальвинистскому синоду, содержащее в том числе критику взглядов Бландраты. 6 октября 1561, Женева

Антитринитарии (отрицающие Троицу) не признавали большинство церковных обрядов и догматов, схоластическую философию и теологию, критиковали утверждения Библии (бессмертие души, загробный мир и др.), библейские чудеса. Признавали только единого Бога. Учение возникло в начале IV века, его проповедовал Арий, осуждённый I Вселенским собором в 325 году. Возобновили учение братья Фауст и Лелио Социны. В отличие от Лютера они считали, что Священное Писание как единственный источник вероучения приемлемо лишь в том случае, когда оно не противоречит разуму. От их имени последователей стали называть социнианами. Братья приехали в Польшу, где учение получило название антитринитаризм. Их ученики итальянцы Джорджо Бландрата и Франциск Станкаро, подляшский уроженец Пётр из Гонёндза принесли учение в Литву Станкара, который был автором известной еврейской грамматики «Ebr. grammaticae institutio» (Базель, 1547), пригласил Сигизмунд II Август преподавать еврейский язык в Краковском университете. Но в итоге Станкар оказался в тюрьме, а Петра из Гонёндза по настоянию Николая Радзивилла Чёрного вызвали в 1558 году на виленский кальвинистский собор дать отчёт о своей деятельности, поскольку новое учение литовским магнатам не очень-то нравилось. Брестский пастор Симон Зациус из Прошовиц выпустил в 1559 году «Исповедание веры збору виленского» с изложением основ кальвинизма и обличением антитринитариев.
В 1570-х гг. от польских кальвинистов отделилась группа так называемых «польских братьев», отрицавших догмат о Троице и божественность Христа, ― то есть они возрождали ересь арианства, поэтому их называли польскими арианами. Близкими по духу польским братьям стали в Великом княжестве Литовском так называемые литовские братья. Религиозный скептицизм привёл некоторых (Каспар Бекеш, Стефан Лован, Юзеф Доманевский, Ян Лициний Намысловский) к взглядам, которые их современники характеризовали как атеистические. Одна часть мыслителей ВКЛ (Симон Будный, перешедший к социанам, Василь Тяпинский) оправдывала основные принципы общества, но требовала ограничения прав шляхетства, другая (Якуб из Калиновки, Павел из Визны, Мартин Чеховиц) требовала полной ликвидации частной собственности, равенства сословий и др. В Великом княжестве Литовском антитринитарии нашли поддержку в 1558 году у крупного магната старосты жмудского Яна Кишки. Ян Кишка основывал арианские общины, открывал арианские школы, устраивал типографии (Лоск, Любча близ Новогрудка, Заславль). Наиболее активную деятельность ариане развернули в Новогрудском и Брестском воеводствах, хотя их общин вряд ли было более десятка.
Близкие к социанству проповеди бежавшего в 1554 году из Москвы в Витебск Феодосия Косого не нашли ощутимого отклика у православных горожан, хотя небольшая община сложилась. Феодосий Косой утверждал: «Бог един, Церковь ― сообщество верующих, Храмы и Иконы это идолы и кумирницы, Таинств нет, необходимо сокрушить Крест». Соратник Косого поп Фома, пресвитер социанской общины Полоцка, был утоплен в Двине по повелению Ивана Грозного. Косой же с товарищами бежали на Волынь, где, по свидетельству князя Андрея Курбского, они заразили еретическим учением «мало не всю Волынь». Проникся социанскими идеями боярин Иван Кучка, открывший в Полоцке социанский коллегиум и анабаптистскую типографию. Их разрушили в 1563 году московские войска. В Великом княжестве Литовском объявился и старец Артемий, поселившийся при дворе слуцкого князя Юрия Олельковича, ― он яростно выступал против лютеранства и вообще католичества, спорил с Симоном Будным; известны его 9 посланий, написанных западнорусским полууставом. Захария Копыстенский писал об Артемии: «Преподобный инок, споспешествующу ему Господу, в Литве от ереси арианской и лютеранской многих отвернул, а чрез него Бог исправил же ся весь народ русский в Литве от ереси тыи не перевернул».
На украинских землях центром деятельности социан Киевщины стал Черняхов, активно работала община в Водирадах, Иваничах близ Луцка. Там также были свои покровители, из них заметное место занимает Юрий Чаплич, основавший в местечке Киселин большую общину. Во владениях князя Константина Острожского также имелись социанские общины
.

## Протестантская издательская деятельность в Великом княжестве Литовском

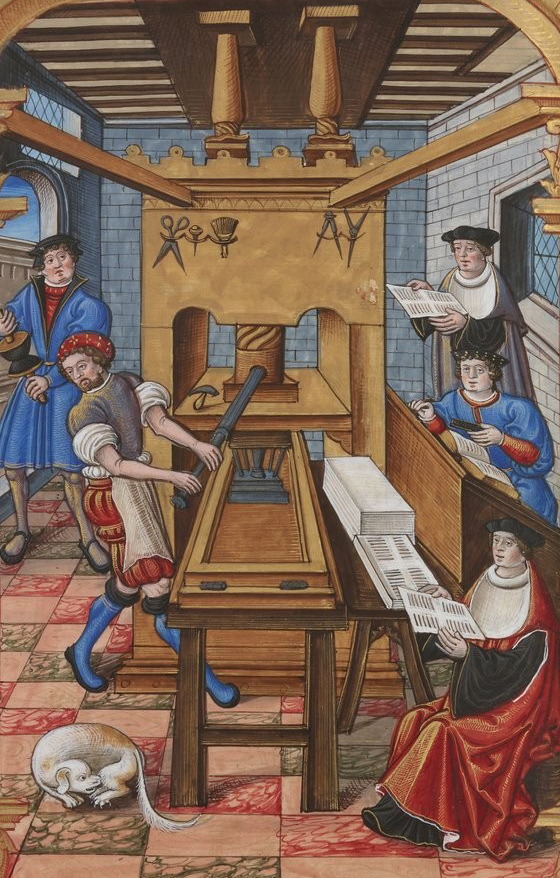
Европейская типография XV века

Во второй половине XVI — первой половине XVII века произошла реформа типографий. В Бресте на протяжении 1550—1580-х гг. действовали печатники и издатели, последовательно сменяющие один другого ― С. Мурмелиус, К. Базилик, Т. Фалькониус; в Несвиже ― М. Кавечинский и Л. Кжишковский, Д. Ланчицкий, в Лоске ― Я. Карцан, Ф. Балямовский, в Тяпине ― Василь Тяпинский, в Любче ― Пётр Бластус Кмита. В конце XVI века выросло значение протестантских типографий в Вильно ― типографии Ланчицкого, Я. Маркевича и других, обеспечивавших книгами реформаторские общины. Большинство издателей были выходцами из Польши, осевшими в ВКЛ.
Секуляризация книгоиздания, которая подрывала духовную монополию католической церкви, отразилась в жанрах изданий. В соответствии с идейными постулатами протестантизма наиболее востребованными были переводы Библии и её отдельных частей. В этом плане издатели шли по пути европейского реформаторского книгоиздания. Особенно были важными издания Брестской Библии (1563), переведённой кальвинистами Великого княжества Литовского и Польши (до её выхода основным библейским текстом для протестантов был Новый Завет на польском языке, изданный в Кёнигсберге), Несвижской Библии (1572), Нового Завета (1574) с религиозно-философскими комментариями Симона Будного. Разнообразием отличалась литература, которую можно отнести к светской или близкой к ней, она примерно составляла 24 % от общего числа книг. Помимо нового типа беллетристики (история, политическая публицистика, сатира, панегирики) в протестантских типографиях впервые в ВКЛ были изданы сборники правовых актов, справочники по судопроизводству и естественным наукам, переводы новых и древних авторов, произведения выдающихся деятелей европейского Возрождения. Значительную группу составили полемические произведения, направленные против католической церкви, или иллюстрировавшие внутренние противоречия самого реформаторского движения (Пётр из Гонёндза, С. Будный и др.). Эти издания нередко выходили за границы церковно-религиозной полемики, затрагивая важные общественно-политические и социально-экономические проблемы. Впервые в Великом княжестве Литовском стали обсуждаться проекты перестройки общества, ликвидации сословно-классовых привилегий и др. Религиозно-богословские и литургические издания для потребы кальвинистских общин составили около 15 %. Многие издания отличались высокой культурой оформления.
Самая крупная протестантская типография ― Любчанская ― начала работать с 1612 года под началом Петра Бластуса Кмиты, перевёзшего в Любчу из Вильны шрифты, орнамент и др. С середины 1630-х гг. типография перешла к его сыну Яну Бластусу, с середины 1640-х к Яну Ланге. Типография выпустила более 100 книг на латинском и польском языках, большей частью светского характера: произведения античных и протестантских писателей, школьные учебники, научные справочники. В 1640-е ― 1650-е годы издавались в основном панегирики, литургические произведения для протестантских общин. Впервые в Великом княжестве Литовском при печати использовалась гравюра на меди.

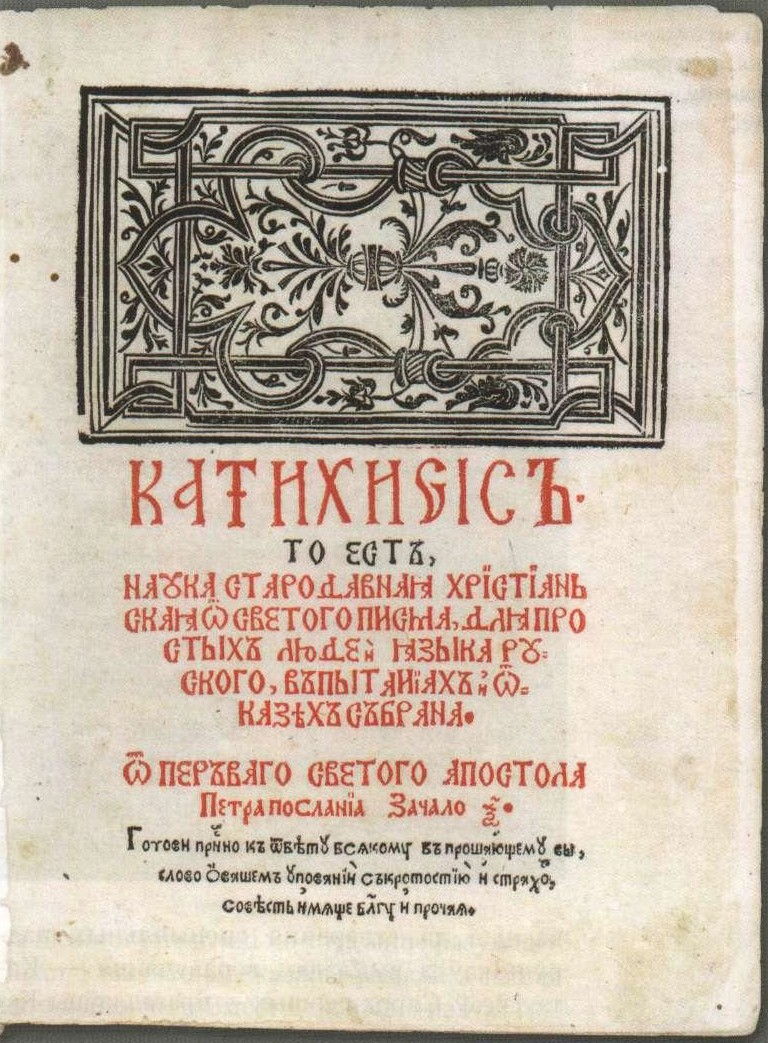
Титульный лист Катехизиса Симона Будного

В несвижской типографии первыми изданными книгами стали «Катехизис» и «Про оправдание грешного человека перед Богом» на западнорусском языке, все остальные книги были на латинском и польском. Подканцлер Великого княжества Литовского Астафей Волович выпустил на западнорусском языке часть Евангелия. Но это были единичные случаи, превалировали латынь и польский. Андрей Волан, например, написал более 30 сочинений по-латыни. Шляхте ВКЛ понятней был польский язык, недаром Симон Будный издал на нём для кальвинистских общин Библию и Новый Завет со своими религиозно-философскими комментариями. Как писал Г. Мерчинг, комментарии Будного «стали первой попыткой в мировой литературе всесторонней критики Нового завета». Польский перевод Несвижской Библии предназначался Будным для «польских братьев». Будный считал, что Брестская Библия переведена не с оригинала, а с латинского и французского языков, что кальвинисты всё напутали, и настоящей Библией следует считать несвижскую. Вместе с Будным начинал издательскую деятельность в несвижской типографии Василь Тяпинский, продолживший работу в своём имении, переведший Евангелие на западнорусский язык. Даниэль Ланчицкий выпустил 11 книг на латинском и польском языках ― протестантскую полемическую публицистику. Выходили в Несвиже протестантские певческие книги на польском языке ― «Канционал» с 54 псалмами и 110 песнями, песенник с текстами Яна Кохановского и Мартина Чеховица. Несвижская типография стала первой в Великом княжестве Литовском, где использовались шрифты с кириллицей
Книгопечатание в Белоруссии XVI—XVII вв. В Несвиже была выпущена листовка «Навіны грозные а жалостлівые…». На Украине в XVI веке появляется несколько Евангелий, язык которых очень близок к народной речи. Наиболее известное из них ― Пересопницкое Евангелие, написанное в 1561 году местным игуменом Григорием совместно с сыном сеницкого протопопа Михалом Василевичем на западноукраинском диалекте древнерусского языка по заказу жены волынского воеводы Анастасии Заславской.
Ян Кишка пригласил в лоскую типографию сначала С. Будного и Д. Ланчицкого, затем там работали Я. Карцан, Ф. Балямовский. Карцан выпустил 7 книг ― 5 на польском и 2 на латинском. Выходили труды Петра из Ганёндза, польского публициста и общественного деятеля А. Фрича-Моджевского. Издатели обращались и к античным философам. Так, 1576 году в Лоске при Я. Карцане вышел в переводе на польский язык прокомментированный библиотекарем короля Сигизмунда II Августа Станиславом Кошуцким труд Цицерона «Об обязательствах» (переиздан в Вильно в 1583, 1593, 1606). Издание 1606 года дополнилось переведёнными польским просветителем Беняшем Будным философскими трактатами Цицерона «О старости» и «О дружбе». С 1580 года Я. Карцан владел типографией в Вильно, где выпустил более 100 книг на латинском, польском и греческом языках: произведения Иосифа Флавия, Гелиодора, Эразма Роттердамского, «Московию» А. Поссевино, полемическую литературу А. Волана, Григория из Жерновца, С. Судровского и др., учебные и медицинские пособия, панегирики, календари.
В 1599 году в виленской типографии Карцана вышел книга Беняша Будного «Краткие и витиеватые повести, или Апофегматы» ― размышления и философские сентенции античных писателей, взятые из произведений Плутарха, Диогена Лаэртского и др. Эта книга сразу стала популярной, её даже в России переиздавали три раза. Произведения античных писателей либо фрагменты из них изучались в кальвинистских, арианских школах, католических коллегиумах Великого княжества Литовского. Апофегматами назывались короткие назидательные речи античных философов.
Большинство типографий зависело от крупных землевладельцев ― покровителей кальвинистских общин, и эта зависимость в значительной степени обозначала внешние формы, язык и идеологическое направление изданий. Это видно на примере брестской типографии, работавшей в 1550—1570-х годах под покровительством Николая Радзивилла Чёрного. Он приглашал в Брест Б. Воеводку, С. Мурмелиуса, К. Базилика. Первые издания типографии, выпущенные Воеводком, отвечали потребностям протестантизма (Большой и Малый Катехизисы, переводные теологические сочинения Кшиштофа Имлера, Урбана Региуса). Из изданий Мурмелиуса известны «Два послания» (1559) ― ответ папскому нунцию Дипамано, где критиковалась церковная политика римской курии, бесцеремонно вмешивавшейся в дела других стран; «История про папу Иоанна VIII, который был женщиной» (1560), собрание правовых сочинений Б. Граицкого ― «Статьи права магдебургского», «Судебный процесс» (1560) и др. Многие книги выходили без названия издателя: антикатолическая поэма «Протей, или Перевертень» (1564), в которой высмеиваются некоторые обычаи и традиции польской шляхты; «Разговор поляка с литвином» (ок. 1564), где подняты важные проблемы государственного общественного строя Польши и Великого княжества Литовского накануне Люблинской унии. При К. Базилике вышли ― книги самого Базилика, Яна Лаского-младшего, Фомы Фальковского, перевод книги М. Барлетиуса о герое антитурецкой войны Г. Скандерберге (1569), «История жестоких гонений церкви Божией» (1567). В 1570 году вышло анонимное произведение, построенное на фольклорных мотивах ― «Процесс чертей против человеческого рода». Здесь же выходили первые кальвинистские нотные книги ― «Канционал» (1558), «Песни хвалы Божией» Яна Зарембы в музыкальной обработке Вацлава из Шамотул и Киприана Базилика. Брестская типография выпустила более 40 книг на латинском и польском языках. Сыновья Николая Радзивила Чёрного, перешедшие после смерти отца опять в католичество, эти книги уничтожали, и особенно экземпляры кальвинистской Библии. Например, Николай Христофор Радзивил Сиротка, закрывший брестскую типографию, купил на 5 тысяч золотых кальвинистских книг и сжёг их посреди виленского рынка.
Кризис реформационного движения в конце XVI — первой половине XVII века привёл к сворачиванию протестантских книг. В середине XVII века в ВКЛ работала лишь одна типография в Любче, но и ту в 1655 году разрушили украинские казаки. В конце XVI — начале XVII века основным центром латино-польской печати Великого княжества Литовского стала типография Виленской академии. Она подчинялась иезуитам, поэтому в её теологических, религиозно-полемических изданиях отчётливо проявлялись контрреформистские тенденции

## Деятели протестантизма в Великом княжестве Литовском

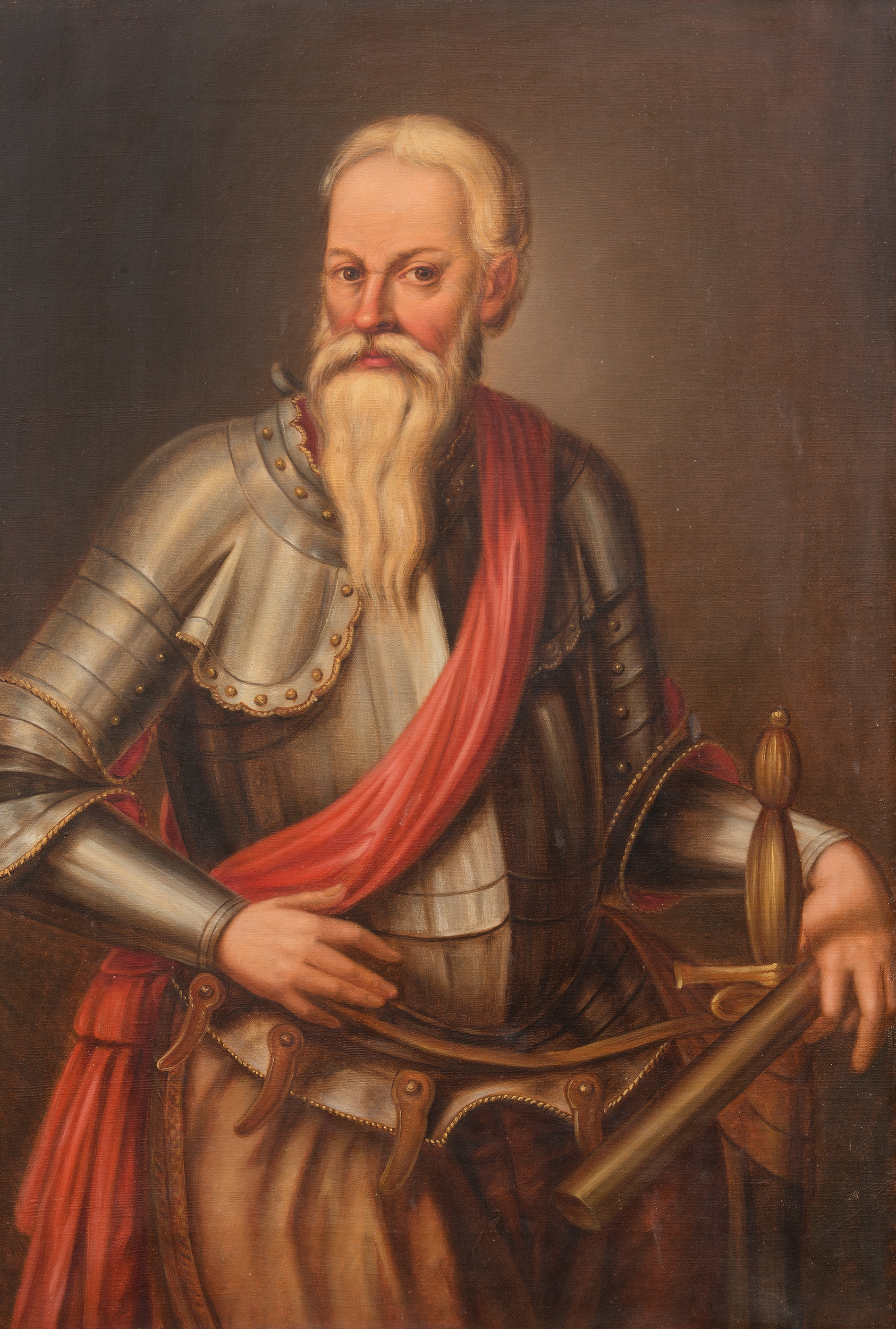
Николай Радзивилл Рыжий

Кроме яркой фигуры Николая Радзивилла Чёрного и Льва Сапеги протестантизм привлёк к себе многих незаурядных людей. Николай Радзивилл Рыжий ― сын Юрия Радзивилла и брат королевы Польши Барбары Радзивилл, двоюродный брат Николая Радзивилла Чёрного. Получивший образование за границей, Канцлер великий литовский одним из первых в Великом княжестве Литовском в 1564 году принял кальвинизм, всячески содействовал его распространению, открыл кальвинистскую школу для юношей. Выступал против Люблинской унии, видел Великое княжество Литовское как федеративное государство Речи Посполитой.
Выпускник Краковского университета Симон Будный с 1560 года был кальвинистским проповедником в Клецке, выпустил на западнорусском языке «Катехизис», «Новый завет» с комментариями, трактат «О светской власти» (1583), за который был исключён из братской общины. Оперируя библейскими текстами, Будный категорически возражал гуманистам-радикалам, предлагавшим идею всеобщего равенства, богатым раздать свои богатства и пр. Если богатые исчезнут, ― говорил Будный, ― кто же тогда станет помогать бедным? Будный считал частную собственность основой всего, она по Будному должна быть и у князя, и у крестьянина. Церковные земли должны принадлежать и членам этой церковной общины. Идеям радикалов об уничтожении государственной власти и всех государственных учреждений Будный противопоставлял библейский тезис о божественном происхождении власти, другое дело, что не все используют власть на благо общества. Монархия должна быть просвещённой, правитель должен заботиться не только о себе, но и о бедных людях, однако не поощряя в них лень и безделье. Подданные же обязаны молиться во здравие правителей, не бунтовать и исправно платить подати. Будный ранее, чем Гоббс в Европе обратил внимание на принуждение к труду разных сомнительных личностей и просто тунеядцев. Войны Будный делил на справедливые (оборонительные) и несправедливые. В книге «О главнейших положениях христианской веры» (1576) произвольно трактуя слова евангелистов, на основании подобранных 26 цитат пытался доказать, что Иисус Христос Богом не был, а Богом является Бог-отец; Святой Дух есть сила божеская. Такие утверждения противоречили основным догматам христианской церкви, и в глазах собратьев Будного являлись ересью, хотя Будный здесь выступал, полемизируя с приверженцами дитеизма (двухбожия) Петром из Гонёндза и Станиславом Фарновским.

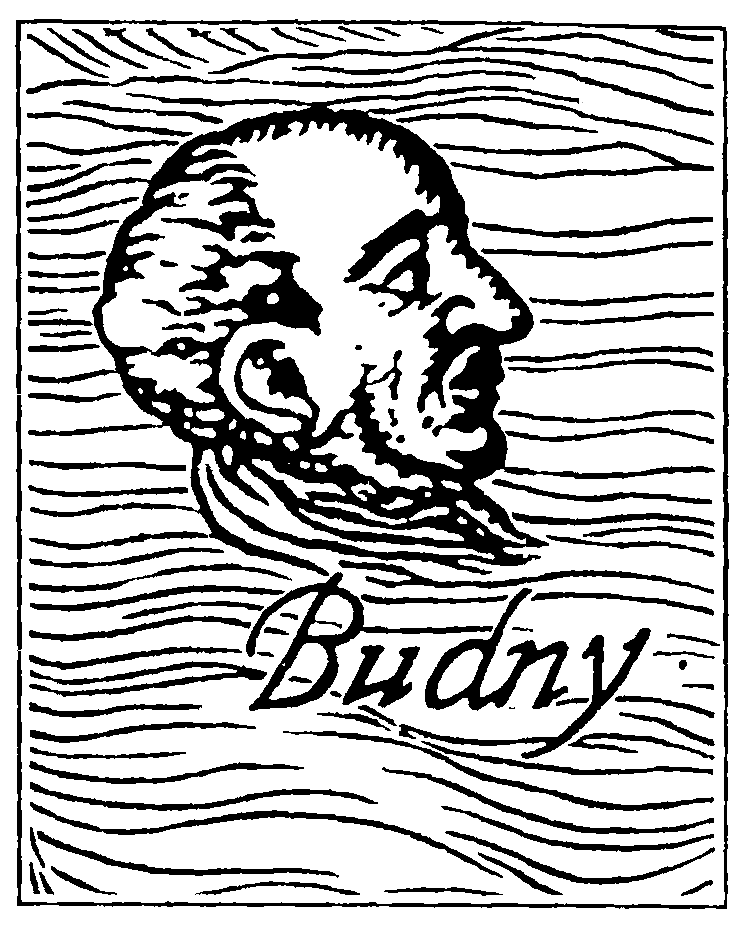
Симон Будный

Трактат «О главнейших положениях христианской веры» стал объектом полемических выпадов Петра из Гонёндзы, Матвея Бжозовского, Яна Виснёвского, Иеронима Занхиуса, Станислава Фарновскага, Мартина Чеховца. Язвительно Будного критиковали П. Скарга и Я. Виганд, последний откликнулся книгой «О Иисусе Христе» (1576). В течение нескольких последующих десятилетий трактат С. Будного оставался в центре реформационных полемики. С его выводами дискутировали Станислав Островский в книге «Об исконной божественности Иисуса Христа» (1588) и Мартин Смиглецкий в произведении с таким же названием, вышедшем виленской иезуитской типографии в 1595 году. Симон Будный стал по сути идеологом так называемых литовских братьев ― движению, близкому к польским братьям (польские историки и относят Будного к последним). Польские братья придерживались арианства, выступали против антитринитариев, не признавали божественного происхождения Христа, но считали возможным создания царства Божьего на земле.
В 1570-е годы на землях Великого княжества Литовского и Польши начался процесс выработки государственно-политической и этической доктрины протестантства, между представителями различных его направлений возникали острые дискуссии, прежде всего по вопросам о назначении государства, сущности правительства, обязанностях членов правительства. Свой взгляд С. Будный выразил в труде «Опровержение Чеховца, который считает, что христианину нельзя занимать государственную должность». Со стороны его противников Якуба из Калиновки, Петра из Гонёндзы, Яна Немаевского, Павла из Визны посыпались чрезвычайно резкие обвинения. В январе 1581 года по настоянию Будного прошёл в Лоске протестантский синод Великого княжества Литовского, вынесший на обсуждение вопрос Будного о власти. Во время голосования, синод, за исключением двух человек, поддержал Будного. Следующий общий антитринитарный синод удалось созвать в Любче в марте 1582 года. Споры длились два дня, идейные враги Будного сумели навязать дискуссию о Сыне Божием. «Они, ― писал позже Будный, ― насильно принудили нас к той беседе, поставив условие: если мы не захотим говорить о Сыне Божием, то они откажутся вести разговор о правительстве». Противники говорили, будто он отвергает в своих проповедях божественность Христа, а на синоде не хочет об этом говорить. Собор в Луславицах осудил Будного, он был вынужден отречься от своих утверждений. Последние годы Будный жил при дворах случайных меценатов. Выступавший против антитринитариев Михал Олесницкий писал в 1603 году: "Смерть Симона Будного, вождя и руководителя перекрещенцев Литвы, которая наступила 13 января 1593 в Вишнёве, была ужасной и отвратительной. Уже за два года до смерти он совсем спятил, не хотел ничего слышать и знать о Боге и Христе. Даже за три дня до смерти раздавался его страшный крик, который наполнял двор пана Льва Маклока и его соседей. А когда тиун пан Витковский убеждал его, чтобы в последние свои дни он обратился к Богу, он поймал его руку и сказал: «Клянусь, я не знаю никакого Бога и никакого Христа».

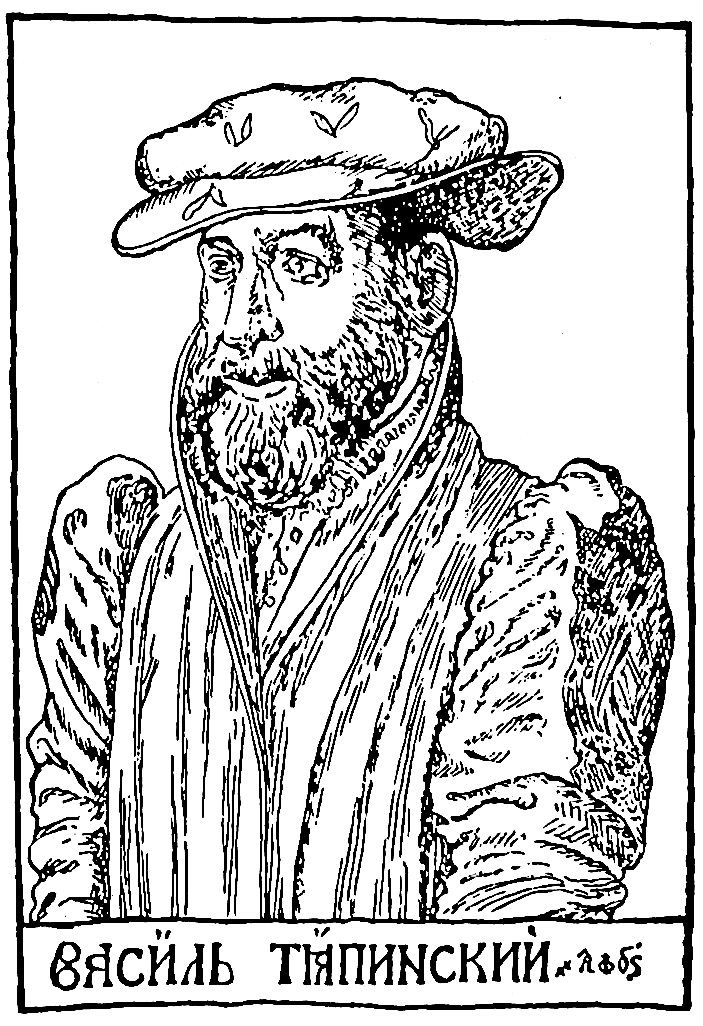
ВасильТяпинский

Василь Тяпинский был знаком с Будным, более того ― отчасти разделял его взгляды. Он, как и Будный, пришёл к антитринитаризму от кальвинизма. Он был военным, участвовал в Ливонской войне 1558—1563. До 1565 года Тяпинский находился, как и Будный, под покровительством Николая Радзивилла Чёрного, активно участвовал в организации несвижской типографии. После смерти Радзивилла он занимал должность оршанского подстаросты. Старостой был в это время Филон Кмита-Чернобыльский, приятельствовавший с подканцлером Астафеем Воловичем. Возможно, в начале 1570-х гг. жил на Волыни. В 1570-х гг. Тяпинский жил в своём имении Тяпино, где устроил типографию, решив издать Евангелие на церковнославянском и западнорусском языке. Известно одно издание, хранящееся в Санкт-Петербурге. В предисловии Тяпинский критикует духовную и светскую власть, ратует за сохранность нации, за сохранность западнорусского языка: «Потому что те, кому, собственно, надлежало постараться ― ни властелины, ни митрополиты, ни знатоки-учёные, это сделать за всё долгое прошедшее время не захотели… Я сегодня радостный не за себя, а за дело, поднятое наконец-то не каким-то чужаком, а своим человеком… потому что в их кругу нашёлся русин, которому Руси своей сильно захотелось пользу принести!». Опасаясь засилья латыни и польского языка, Тяпинский писал: «Кто с добрых, что желает добра родине, не вынужден плакать, взирая на многих князей великих, многих господ знаменитых, многих мужчин сильных… что упали в яму непамяти, видя способный, ещё недавно учёный, ещё недавно сознательный, народ свой русский, что стыдится своего славного испокон языка?! Зато к польскому или к какому другому письму по причине такой нищеты вдоль приохочиваются бесстыдно и приохочивают, от своего отворачивая, детей». Василь Тяпинский при невыясненных обстоятельствах был убит двоюродными братьями в конце 1599 или в начале 1600 года, скорее всего, из-за имущественного спора
.

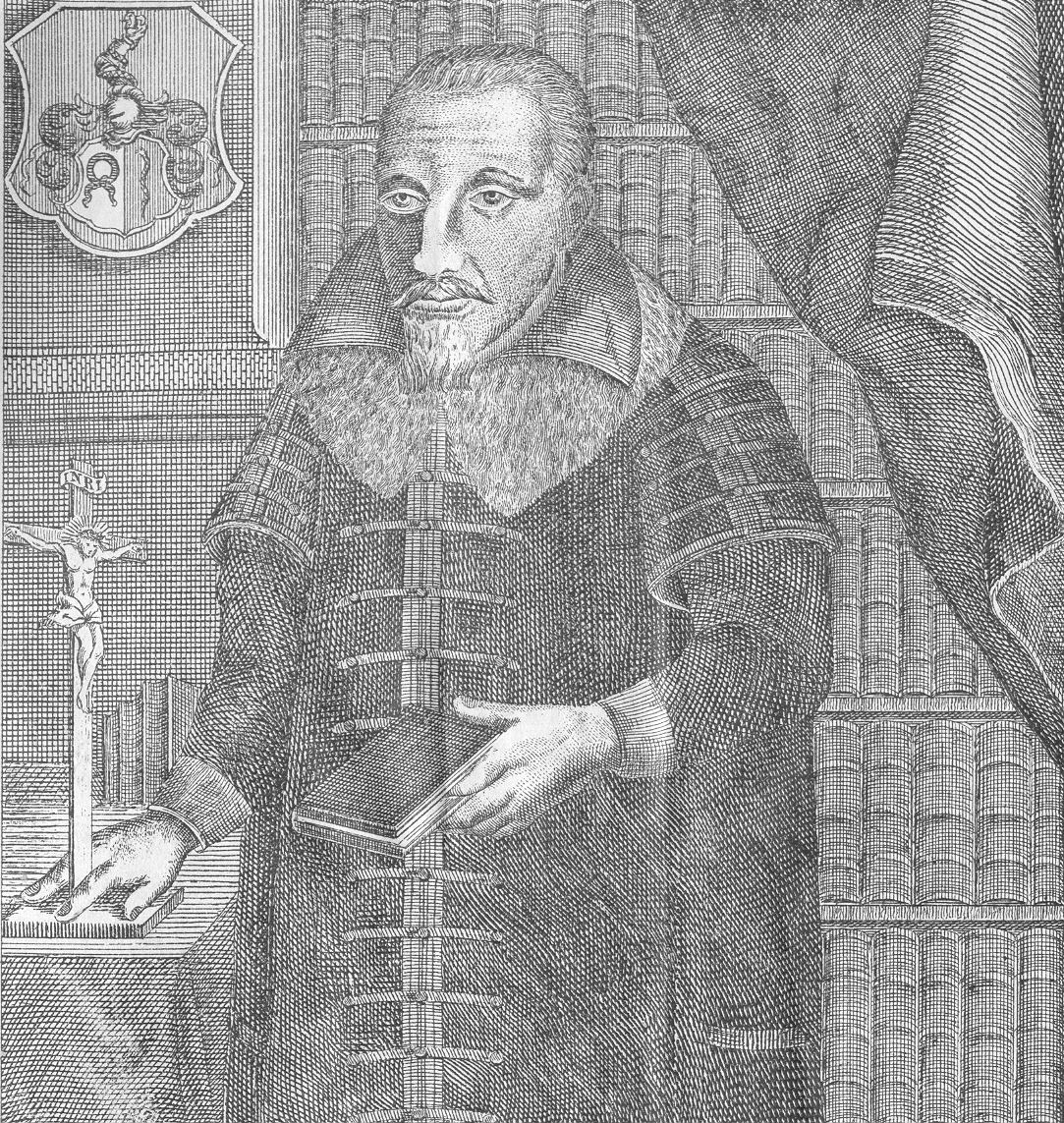
Самуэль Дамбровский

Самуэль Дамбровский после университета в Германии был пастором в Познани, там и выпустил свою первую книгу — «Lekarstwo duszne czlowieka Krzescianskiego w chorobie» (Духовное лекарство христианина во время болезни). В 1615 году он становится пастором лютеранского прихода в Вильно, вскоре становится суперинтендентом Лютеранской церкви в Великом княжестве Литовском. До сих пор изучается его теологический труд «Postilla chrzescianska, albo Kazania y wyklady porzadne» (Постилла христианская) в пяти частях. В первой и второй частях проповеди для воскресных чтений, в третьей части ― проповеди ко дням особо чтимых святых, в четвёртой ― заупокойные проповеди, пятая часть рассказывает о карах Божьих
Радикализмом отличалась книга Михалона Литвина «О нравах татар, литовцев и москвитян», написанная по-латыни и дошедшая до нас в виде фрагментов. Во-первых, автор выводит происхождение литовцев от древних римлян, подчёркивая тем самым их благородство как нации. Такому утверждению была причина: в 1549 году, Станислав Ожеховский преподнёс королю Сигизмунду II Августу трактат «Верноподданный или две книги о королевской власти Сигизмунду Августу», посвящённый королю, где автор советовал Сигизмунду II Августу не ориентироваться на литовских магнатов, а собирать вокруг себя польскую шляхту, почитать католическую церковь и идти войной на московитов. Он даже затронул личную жизнь короля, предостерегая его от брака с Барбарой Радзивилл. С. Ожеховский и ранее выступал против Радзивиллов. Король рукопись Ожеховского прочитал, но денег на её издание не дал, вышла она только в 1584 году. Михалон Литвин под литовцами понимает население Великого княжества Литовского.
Литвин возмущённо протестовал в книге против жестокого отношения шляхты к простым людям и «челяди невольной», критиковал законы, по которым крестьяне и мелкая шляхта не имели права распоряжаться своей собственностью без согласия панов. Автор предлагал конкретные реформы судопроизводства, беря за образец Русское государство и Крымское ханство. Это в то время, когда отношения ВКЛ с Москвой были весьма непростыми. Как сторонник коллективного управления государством, он выступал против объединения одним лицом нескольких должностей, предлагал ввести отчётность государственных лиц перед обществом. Михал Литвин пишет о католических священниках: «Как трутни поедают пчелиный мёд, так они — труд народа, пируют и роскошно одеваются». Он предвосхитил идеи французских утопистов, говоря о возможной общности имущества, общности труда.
Михалон Литвин ― псевдоним. По поводу настоящего имени автора среди историков существуют расхождения: одни (Ю. Ярошевич) считали автором кого-то из комиссаров, посланных после 1544 года проверять согласно постановлению Брестского сейма замки Великого княжества Литовского, другие (С. Даукантас, А. Менжинский) полагали его литовцем Мингайло, первый русский издатель книги Н. Калачов считал, что автор имел два имени. Инициатор второго русского издания В. Антонович стал искать человека по имени Михал (Михаил) среди заметной шляхты Великого княжества Литовского середины XVI века, и нашёл его ― это был дипломат Михаил Тышкевич, ездивший к крымскому хану в 1538 году. Эту версию поддержал в 1929 году и профессор М. К. Любавский. С ним согласился и издатель литовского варианта книги Литвина И. Ионинас. Польский историк Е. Охманьский на основании польских архивов выдвинул гипотезу о литовском происхождении автора. Им, по его мнению, мог быть католик Венцеслав (Венцлав) Миколаевич, староста сквирстомойнский и росиенский в 1540-х гг., секретарь великокняжеской канцелярии в середине 1550-х гг. Среди крымского посольства он был единственным католиком, посылался он и в Москву (1556). В ходе сухумской конференции 1975 года с доводами Е. Охманьского не согласился Ю. Юргинис, резонно спрашивающий: а почему автор непременно должен быть католиком? Г. Забулис пытался доказать, что автором является Николай Радзивилл Чёрный.

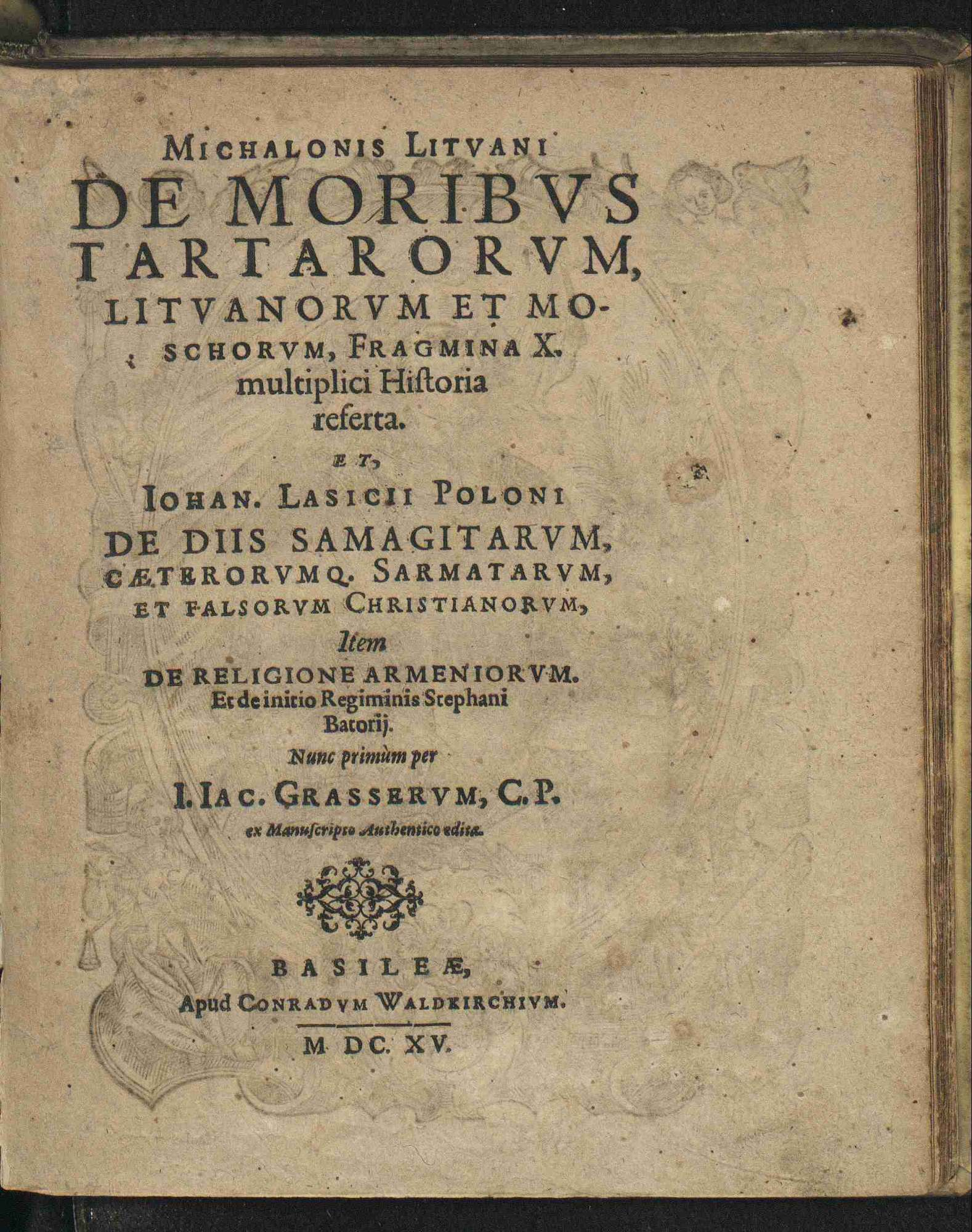
Книга Михалона Литвина «О нравах татар, литовцев и москвитян»

Секретарь королей Сигизмунда Августа, Стефана Батория и Сигизмунда Вазы правовед Андрей Волан известен как блестящий полемист-протестант. Полемизируя с «украинским Демосфеном» Станиславом Ореховским,, защищая Николая Радзивилла Рыжего и протестантов, он выпускает на латинском языке сочинение «Разговор поляка с литвином» («Rozmowa polaka z litwinem»), за которым следует целый ряд полемических трудов, в основном по богословским вопросам. Из них можно выделить «О счастливой жизни, или высшее человеческое добро» (Вильно, 1596). Волан участвовал во многих диспутах, полемизируя с А. Поссевино, Скаргой. Он автор около 40 произведений на латыни, — политических, правовых трактатов, богословских трудов против католиков-иезуитов, посланий, проповедей. Работы Волана выходили в Вильно, Кракове, Данциге. Его сочинение «De politica hominum societate» (1572) рассматривает вопросы равенства сословий. Работы Волана были занесены в «Индекс запрещённых книг». Именем Андрея Волана названа улица в Вильнюсе. В работах «О политической или гражданской свободе» (Краков, 1572), «О счастливой жизни» (Вильно, 1596), «О государе и свойственных ему добродетелях» (Гданьск, 1608) и других он пытался разработать концепция правового общества и правового государства, опираясь на идеи Платона и Цицерона. Его занимала тема гражданских свобод в государстве. Свобода, данная Богом, как проявление хороших качеств, служащих к пользе государства и общества, ― это хорошо, но свобода, данная человеку природой, иногда несёт с собой негативные качества: зависть, сребролюбие, греховность. Более нравственной, по мнению Волана, была шляхта, которой по рождению досталось управление государством, но шляхта должна при управлении руководствоваться справедливостью, а «справедливость заключается в том, чтобы честно жить, никому не причинят: вреда; каждому отдавать то, что надлежит ему по праву за добрые дела вознаграждать, за плохие — наказывать». Единственной формой правления Волан принимал монархию. Ярко прозвучало его обличения иезуитов ― «Anabaptismus sive speculum fidei et pietatis Anabaptistorum», Вильно, 1586). Работы Волана включались Ватиканом в "Индекс запрещённых книг.
Остафий Волович родился в богатой семье родовитого шляхтича на Гродненщине. Учился за границей, служил секретарём у виленского воеводы Яна Глебовича. В последние годы был доверенным лицом Сигизмунда II Августа, от которого получил Могилёвское староство, являлся канцлером литовским и каштеляном виленским. В составе комиссии готовил Статут 1566 года. По его предложению в Статут включена статья, в которой иностранцам запрещалось приобретать земли и занимать государственные должности в Великом княжестве Литовском. Участвовал в Варшавской конфедерации 1573. Из православия перешёл в кальвинизм, затем в арианство. На средства Воловича были изданы сочинения Симона Будного, книга кальвиниста Генриха Буллингера «Об истинном принятии тела и крови Иисуса Христа». Будный посвятил Воловичу книгу «Об оправдании грешного человека перед Богом» (Несвиж, 1562). Волович вместе с Николаем Радзивиллм Чёрным и старостой жемайтским Григорием Ходкевичем выступал против присоединения Великого княжества Литовского к Польше, не соглашался с Люблинской унией. Впоследствии поддерживал польского короля Сигизмунда III.

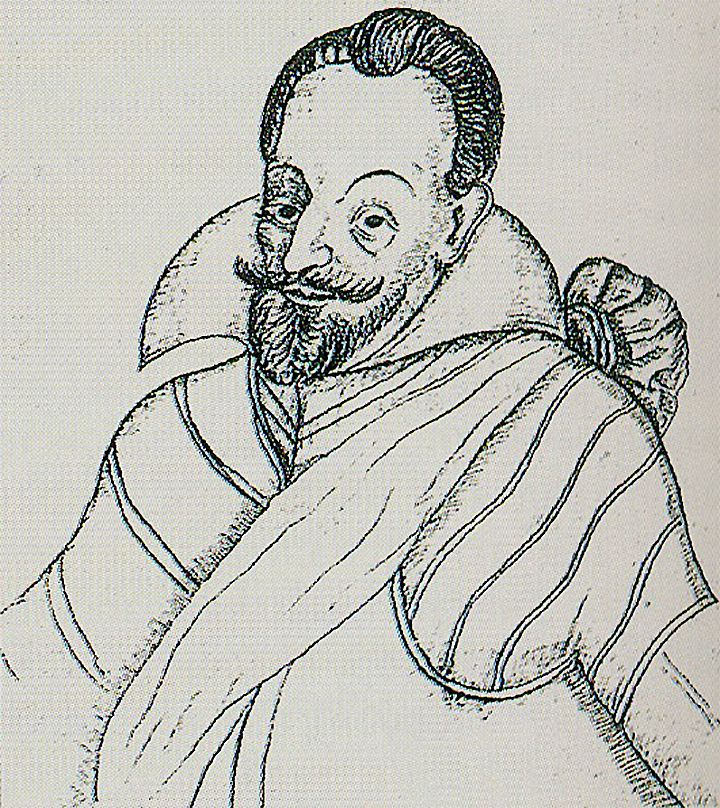
Астафей Волович

Ян Абрамович был воспитан при дворе князя Николая Радзивилла Рыжего, виленского воеводы, и всю жизнь был связан с этим родом. Вместе с Радзивиллом принимал участие в военных походах на Москву. Благодаря поддержке Радзивилла продвигался всё выше в своей карьере, в 1593 году становится воеводой минским, в 1596 воеводой смоленским. Принимал активное участие в политической и церковной жизни Великого княжества Литовского, представляя вместе с биржанскими Радзивиллами неприязненное к Польше крыло, став одним из лидеров кальвинизма в ВКЛ. Участвовал в Торуньскому Синоде 1595 года, в виленских переговорах с теми, кто не принял Брестской унии 1599 года, и в диспуте кальвинистов с иезуитами в том же году. Имел доверительные отношения с князем Константином Острожским, так как, благодаря жене Анне Дороте из Воловичей, был тесно связан с православием. Жена его принадлежала к православной общине виленского братства, и сам Абрамович неоднократно выступал в защиту православных горожан, например в споре о возведении православной братской церкви, которая была запрещена виленским магистратом в 1596 году, и т. д. В своём имении в Ворнянах построил кальвинистский збор, больницу и школу, которые просуществовали до середины XVII века. Написал «Мысли литвина о дешёвой покупке зерна и дорогой его продаже» (1595), также поощрил своего подопечного Яна Радвана к созданию поэмы «Радзивиллиада» (1592). На свои средства издал ряд книг, среди которых «Катехизис» Станислава Судровскага, виленского министра
.
Ян Глебович родился в семье виленского воеводы Яна Глебовича и княгини Анны Заславской. После ранней смерти отца его взял на воспитание Николай Радзивилл Рыжий, пославший сначала юношу учиться за границу, а затем определивший его в военную службу. При защите Полоцка Яна Глебовича взяли в плен, впоследствии обменяли. В 1571 году его назначили каштеляном минским. Это ему обязан Минск Троицким и Замковым предместьями. В Минске благодаря Глебовичу образовалась крупная кальвинистская община с храмом. Ян Глебович построил в Заславле кальвинистский собор и типографию, пригласив туда Даниэля Ленчицкого. Там же одно время жил и С. Будный. Этот храм существует до сих пор. Как каштелян и воевода трокский, в 1588 году возглавлял литовскую делегацию на сеймовое избрание королём Сигизмунда Вазы с требованием утверждения Статута литовского 1588 года. В завещании Ян Глебович писал, обращаясь к детям: «Я имею жизнь вечную не ради заслуг моих, а ради милости Его святой, когда ради меня и ради спасения моего Иисус Христос умер и был погребён, и на третий день воскрес… согласно тому, как вы научены и в какой вере я умираю, я вам напоминаю, чтобы вы не отклонялись от этой веры евангельской, помня Слово Божье, что „страшно попасть в руки Бога Живого“. Во-вторых, чтобы Речь Посполитую любили искренне, наиболее стараясь о том, чтобы она не потеряла своей свободы, и хоть это иногда кажется трудным, потому что судьба будет долго противиться, но добродетель и любовь к Отечеству победят».
Ян Лициний Намысловский родился в Силезии, окончил Краковский университет, с 1585 года проповедник арианской школы в Ивье, в Новогрудке. Работая в Ивье ― самой крупной арианской школе, создал учебную программу для детей и несколько учебников, в частности ― пособие по иностранным языкам на латыни, польском и немецком языках. Проводил дебаты с кальвинистами и иезуитами, выступая с позиций социанства. Известен его диспут с теологом-иезуитом Мартином Смиглецким в 1594 году. Постепенно отходя от догматов социнианства, стал полагать, что вера есть добровольная потребность человека, мораль которого определяется отнюдь не религией, а личными добродетелями. Моральные ценности по Намысловскому должны обладать приоритетом по сравнению с религиозными, и в государстве и обществе должна укорениться веротерпимость, люди различных вероисповеданий могут жить в согласии, объединённые единой этической целью. За такие взгляды в 1615 году он был отлучён от социнианской общины Новогрудка. Голландский теолог Ф. Юниус отвёл критике взглядов Намысловского целую главу (1596). Намысловский выпустил книги: «Анатомия и гармоничность христианского человека» (1592, в 1636 переведена на немецкий язык), «Обращение к братьям-евангелистам» (1597), «Пособие для овладения учением Аристотеля» (1586), «Сентенции, необходимые в общественной жизни» (1589), «Каталисис» (1598).
Протестантский теолог Пётр из Гонёндза происходил из бедной семьи, но сумел окончить университет в Кракове, затем учился в Италии, став профессором софистики Падуанского университета. Увлёкшись идеями Мигеля Сервета и чешских братьев, в 1554 году принимал участие в арианском Семицинском синоде, в выступлении отрицал возможность св. Троицы. Был направлен синодом в оплот протестантского движения ― город Виттенберг к Ф. Мелахтону. В Великом княжестве Литовском вёл проповедческую работу в антитринитарских общинах, выступал в диспутах. В 1556 году выпустил в Кракове трактат «О сыне Божьем, человеке Христе», за который отлучён от церкви. Благодаря помощи Яна Кишки получил место в Венгруве при местной общине, где и прожил оставшиеся годы. В 1565 году со своими сторонниками провёл синод в Бжезинах, ― этот день считается основанием новой ― Малой реформистской церкви (Ecclesia Minor), получившей название общины польских братьев (ариане, социниане), среди идеологов которых выделялись Якуб из Калиновки и Мартин Чеховиц. Сочинения Петра из Гонёндзы: «О сыне Божьем, человеке Христе» (1556), «О первохристианской церкви» (1564), «О троих» (1570), «О сыне Божием» (1570), «О христианском крещении» (1570).

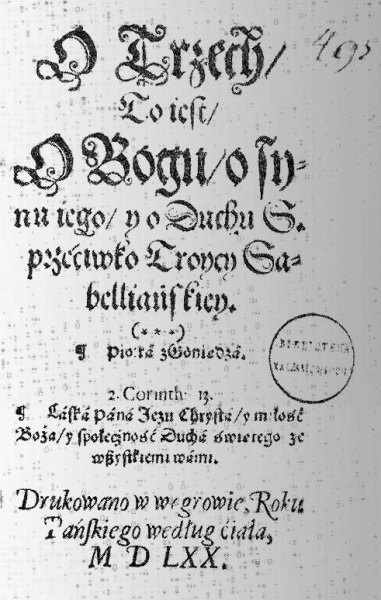
Трактат Петра из Гонёндза о св. Троице

Павел из Визны ― деятель радикального протестантизма, антитринитарий. Был виленским суперинтендентом. В 1665 году участвовал в синоде польских и литовских братьев в Венгруве, поддерживал Петра из Гонёндза. На синоде 1568 года в Ивье выступал против эксплуатации крестьян, осуждал крепостную зависимость. Считал, что это противоречит слову Божию, что «праведному не нужно иметь подданных, а тем более рабов и рабынь. Это язычество ― господствовать над своим братом, пользоваться его потом и кровью». Подчёркивал, что «Бог из одной крови сотворил весь род человеческий, поэтому все мы равны, и, если все мы из одной крови, значит, мы все братья; и если мы братья, то как может брат над братом господствовать?». Был уверен, что господство над людьми произошло от злого человека. Говорил о больших налогов, которые вынуждены были платить крестьяне, об их плохой пище и тяжёлом труде.
О Якубе из Калиновки мало известно. Родился он в небогатой семье на Подляшье, в 1560-е годы был проповедником в кальвинистской общине, в 1568 году на синоде в Ивье полемизировал вместе с Павлом из Винзы с представителем правого крыла антитринитариев С. Будным. В 1569 году вместе с Мартином Чеховицем основал протестантскую общину в Сидре ― владении А. Воловича. После смерти своего покровителя Николая Радзивилла Чёрного был вынужден покинуть Великое княжество Литовское. Говорил на синодах, что все люди ― братья, созданы из одной крови, все беды происходят от частной собственности. Последнее утверждение особенно не нравилось кальвинистам.
Мартин Чеховиц родился в семье ремесленника. Неизвестно, где он получил образование, есть лишь сведения о его годичном пребывании в Лейпцигском университете; впервые его имя встречается в 1555 году на синоде в Голухове. В 1559 году по приглашению Николая Радзивилла Чёрного преподаёт в виленской кальвинистской школе. Его мировоззрение формировалось под влиянием Эразма Роттердамского и раннехристианских богословов, таких как Тертуллиан и Лактанций. Вдохновлённый идеями Социна Чеховиц начал проповедовать радикальные религиозные и социальные реформы: демократизацию государства, отмену крепостного права, отказа от собственности, а также равенство всех государств. Он проповедовал пацифизм: запрет на применение насилия, войн и запрет на применение любых видов оружия, и даже запрет любой деятельности, связанной с военными действиями. В сфере религии утверждал бессмысленность крещения, не признавал догмата о Троице, отрицал божественность Христа. Чеховиц выступил в поддержку анабаптистов, что вызвало осуждение его антитринитариями. После смерти Радзивилла он уехал из Вильно и поселился в имении Яна Немоевского, где организовал общину. Судья Немоевский под влиянием идей Чеховица подал в отставку, продал своё имущество и деньги раздал бедным. Затем они переехали в Люблин, организовав там большую общину польских братьев. Известны дискуссии Чеховица с С. Будным и Ф. Социном, с учёными раввинами. Умер он в бедности, вспомнили о нём лишь в 1962 году, когда американский историк Дж. Уильямс опубликовал о Чеховице очерк в протестантском журнале. Сочинения Мартина Чеховица: стихотворный пересказ Нового Завета (1570), «Христианские беседы» (Rozmowy Chrystiańskie; Краков, 1575), перевод Нового Завета (Краков, 1577).
Станислав Раполионис родился в шляхетской семье близ города Ейшишки. Учился в Краковском университете, получил степень бакалавра. С 1539 года преподавал в виленской школе Абрахама Кульвеца, с 1542 года, получив стипендию герцога Альбрехта Прусского, учился в Виттенбергсом университете, по окончании которого получил степень доктора теологии и возглавил кафедру богословия. По настоянию герцога начал перевод Библии на литовский язык, закончил работу над Новым Заветом (перевод не сохранился), переводил псалмы. В 1545 году выпустил в Кёнигсберге на латыни для лютеран трактат о церкви, имевший широкое распространение не только в Пруссии, но и в Европе. Похоронен в кёнигсбергском соборе ― где обычно хоронили членов княжеских семей, эпитафия на надгробном камне гласит: «Здесь лежит великий муж, гордость литовского народа».
Один из переводчиков брестской Библии Симон Зациус родился около 1507 года в Прошовице Малопольского воеводства в мещанской семье. В 1523—1526 годах учился в Краковском университете, получил степень магистра, хорошо знал латынь, древнегреческий, иврит. После университета преподавал в школах Вавеля, Кракова. В 1535 году проявил себя как сторонник кальвинизма, за что стал подвергаться репрессиям. Ездил в Вильно к Николаю Радзивиллу Чёрному. В 1540—1548 годах был кальвинистским министром в Кшизановицах. Порвав с католичеством и нарушив обет безбрачия, женился. Отлучён от католической церкви, бежал в Вильно; Радзивилл назначил его в Брест руководить тамошней общиной. На первом протестантском Синоде (1557) в Вильно был избран суперинтендентом ― руководителем всех протестантских общин в Великом княжестве Литовском. Зак выпустил в 1559 году «Wyznanie wiary Zboru Wilenskiego z Kxiêdzem z Proszowic superintendentem y ze wszemi Ministry wespoek Przyietey pochwalone, w Breœciu Litewskim, roku 1559» («Исповедание веры збору виленского»), где объяснял взгляды кальвинистов, противопоставляя их антитринитариям. Сочинил ряд богословских трактатов, писал духовные песни для канционалов. В 1561—1570 годах был кальвинистским министром в Кракове. В 1570 году поселился в польском местечке Боцне, где имел два дома, усадьбу и соляную лавку на рынке. Несмотря на репутацию еретика, пользовался уважением местных жителей. Как протестанта, его не могли хоронить на кладбище, поэтому похоронили (ок. 1591) в саду. В 1956 году при строительстве были обнаружены останки Симона Зака и его жены.
Киприан Базилик учился в Краковском университете, уже тогда увлекался музыкой и поэзией, благодаря чему получил работу придворного музыканта короля Сигизмунда II Августа. С 1558 года жил при дворе Николая Радзивилла Чёрного, где стал кальвинистом, активно участвуя в работе типографий Вильно и Бреста, переводя религиозные тексты. После смерти Радзивилла стал владельцем брестской типографии, где широко развернул издательскую деятельность, выпуская, кроме религиозных, книги социально-политического характера. В истории Великого княжества Литовского он остался прежде всего как писатель: автор поэм, псалмов, сатир, многочисленных переводов латинских авторов. Как композитор Базилик принимал участие в издании брестского канционала. Сведения о нём обрываются в 1600 году, далее о Базилике ничего не известно.
Ежи Бландрата, которого на самом деле звали Джорджо, был итальянским врачом и теологом. Окончил университет в Болонье, жил в Падуе, где примерно в 1553 году стал членом протестантской общины. В 1540—1544 годах был придворным лекарем у королевы Боны Сфорца. В 1556 году ездил к Кальвину в Женеву, желая убедиться в правильности кальвинизма. В 1557 году под угрозой ареста уехал из Польши в Женеву, но там не прижился, и осенью 1558 году уехал в Вильно. Активно включился в деятельность кальвинизма в Великом княжестве Литовском, и в 1560 году был избран суперинтендентом кальвинистских общин. Позже перешёл к антитринитариям. Написал довольно много богословских трудов, отрицая божественность Иисуса и существование Троицы. В 1563 году отправился в Трансильванию, где создавал антитринитарные общины. Кстати, антитринитаризм и сейчас доминирующее религиозное течение в Румынии. С 1571 года жил при дворе Стефана Батория, агитировал за него в протестантских общинах при избрании на королевский престол. В 1588 году умер при трагических обстоятельствах: его задушил племянник.

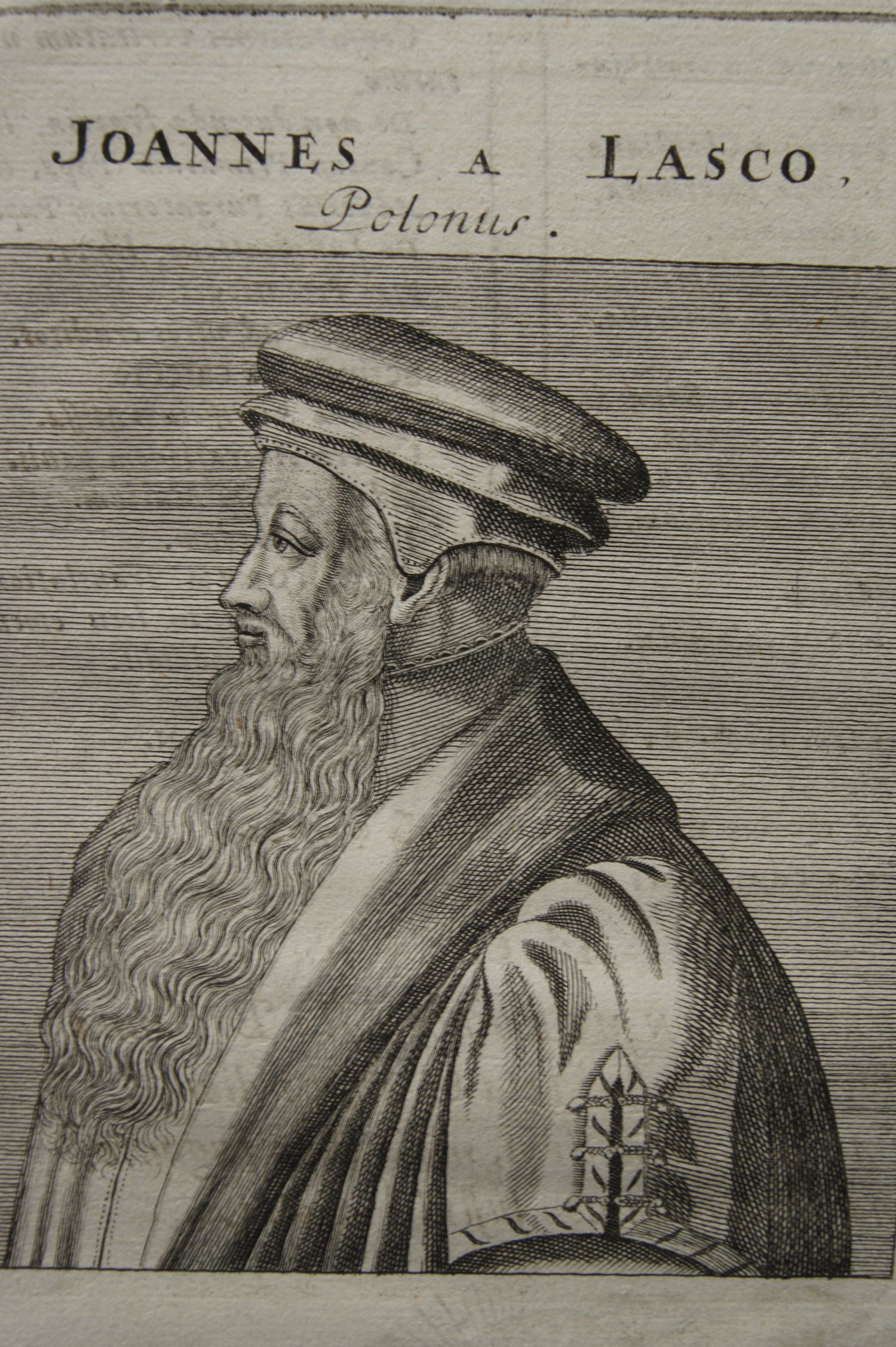
Ян Лаский

Матей Кавечинский происходил из богатой шляхетской семьи, после окончания лютеранского университета в Виттенберге вернулся в своё родовое имение Кухтичи, где основал кальвинистскую общину и построил церковь, включённую в 2000 году в международный фонд «Памятники мира». В 2007 году при консервации церкви в алтарной части обнаружены останки ― предположительно Матея Кавечинского. Николай Радзивилл Чёрный пригласил его управляющим своими несвижскими владениями. Вместе со своими братьями, С. Будным и кальвинистским министром Лаврентием Кжишковским открыл в Несвиже типографию, паперню (бумажную фабрику). Выпустил «Несвижский песенник», куда вошли 40 псалмов и 110 песен с нотами.
Протестантский писатель Лаврентий Кжишковский входил сначала в общину чешских братьев. В польском городе Шамотулы выпустил перевод с чешского книги Бенеша Баверинского «Разговор четырёх братьев закона христианского» (1558), после чего был приглашён Николаем Радзивиллом Чёрным в Несвиж как кальвинистский проповедник. Вместе с Матеем Кавечинским и Симоном Будным готовил в несвижской типографии к изданию «Катехизис». При помощи С. Будного перевёл и выпустил на польском языке «Разговор» деятеля польского лютеранства Яна Секлюциана (1564). Впоследствии перешёл к антитринитариям, позже поддерживал анабаптистов. В 1580-х годах был суперинтендентом литовских ариан, сблизился с приехавшим в Великое княжество Литовское Я. Намысловским, с которым вместе пытался добиться союза ариан с кальвинистами.
Деятели польской Реформации Ян Лаский, Гжегож Оршак, Франтишек Станкар, Якуб Любельчик хотя и не бывали в Великом княжестве Литовском, но своей религиозно-общественной деятельностью оказали определённое влияние на протестантизм в ВКЛ.
Белорусские историки Г. В. Грушевой, В. Ф. Шалькевич и С. А. Падокшин указывали, что в реформационном течении участвовали выходцы из православной церкви (например, дьякон Козьма (Андрей) Колодынский).

## Контрреформация и закат протестантизма в Великом княжестве Литовском

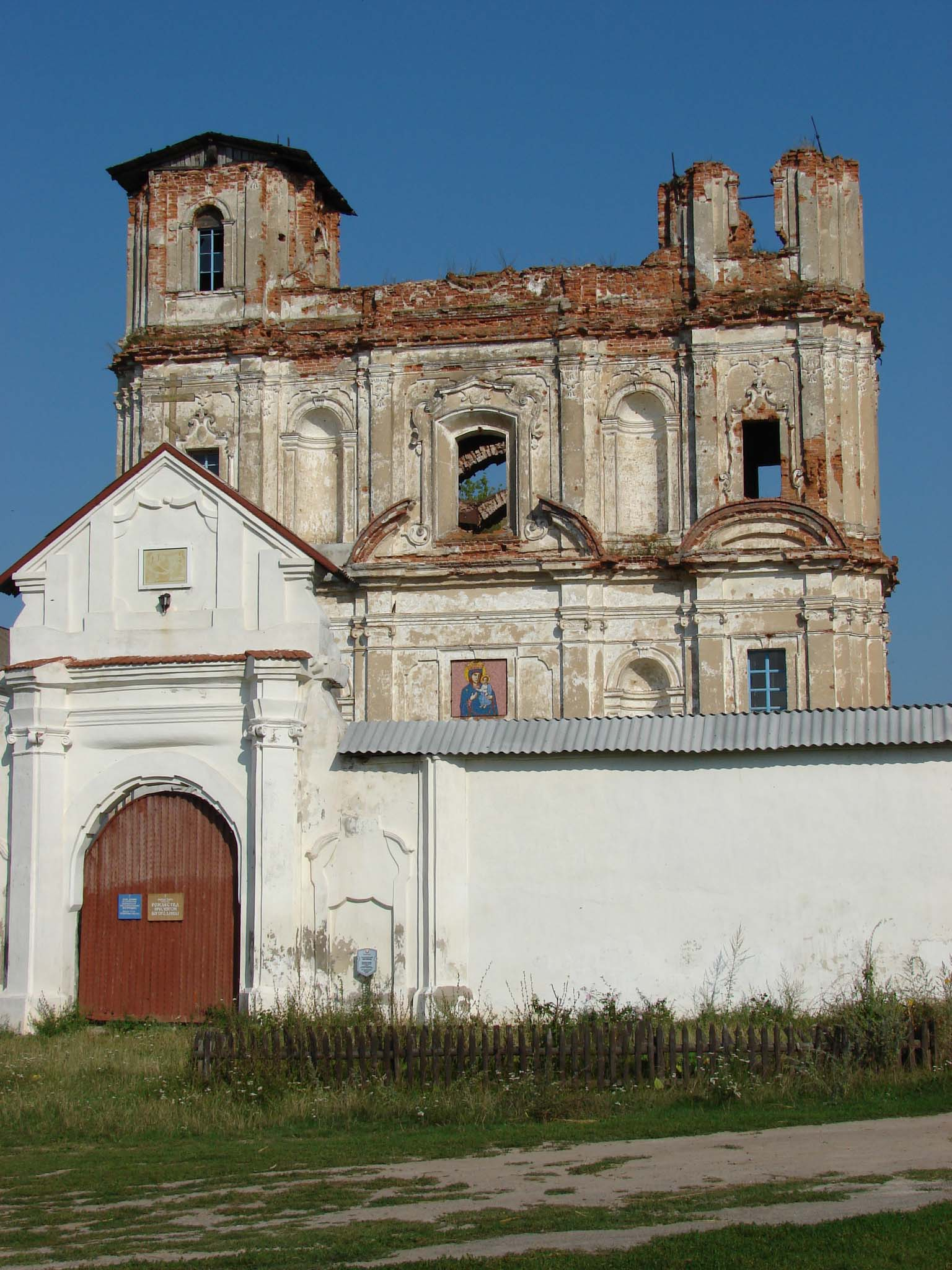
Коллегиум иезуитов в Юровичах

С возникновением и деятельностью протестантских общин католическая церковь теряла своё влияние, что не могло её не озаботить. На Тридентском соборе католические иерархи подтвердили, что источником истинной веры являются Библия, постановления Вселенских соборов и послания римских пап, семь основных церковных обрядов не подлежат обсуждению, язык богослужения ― латинский. Для еретиков-протестантов в Западной Европе стал активно действовать церковный суд, составлен список запрещённых католической церковью книг. В Великом княжестве Литовском движущей силой контрреформации стали иезуиты. 13 представителей ордена иезуитов приехали в ВКЛ в 1569 году по приглашению виленского епископа Валериана Протасевича. Спустя год их уже было около 300. Уроженец Минского воеводства, Валериан Протасевич с 1544 года был писарем Великого княжества Литовского и секретарём короля Сигизмунда II Августа, с 1556 года епископом виленским. Возглавлял комиссию Литовского Статута, принимал деятельное участие в подготовке Люблинской унии 1569 года. Был сторонником объединения Великого княжества Литовского с Польшей на основе федерации. Являлся одним из богатейших магнатов Великого княжества Литовского. В 1570 году В. Протасевич купил в Вильно большой каменный дом и открыл в нём иезуитский коллегиум, где преподавали приехавшие иезуиты во главе с вице-провинциалом Ф. Суньером. В. Протасевич также купил иезуитам три жилых дома в Вильно, отдал им костёл Иоанна Крестителя. На открытии коллегиума он выступил с обращением к шляхте присылать сыновей в обучение.

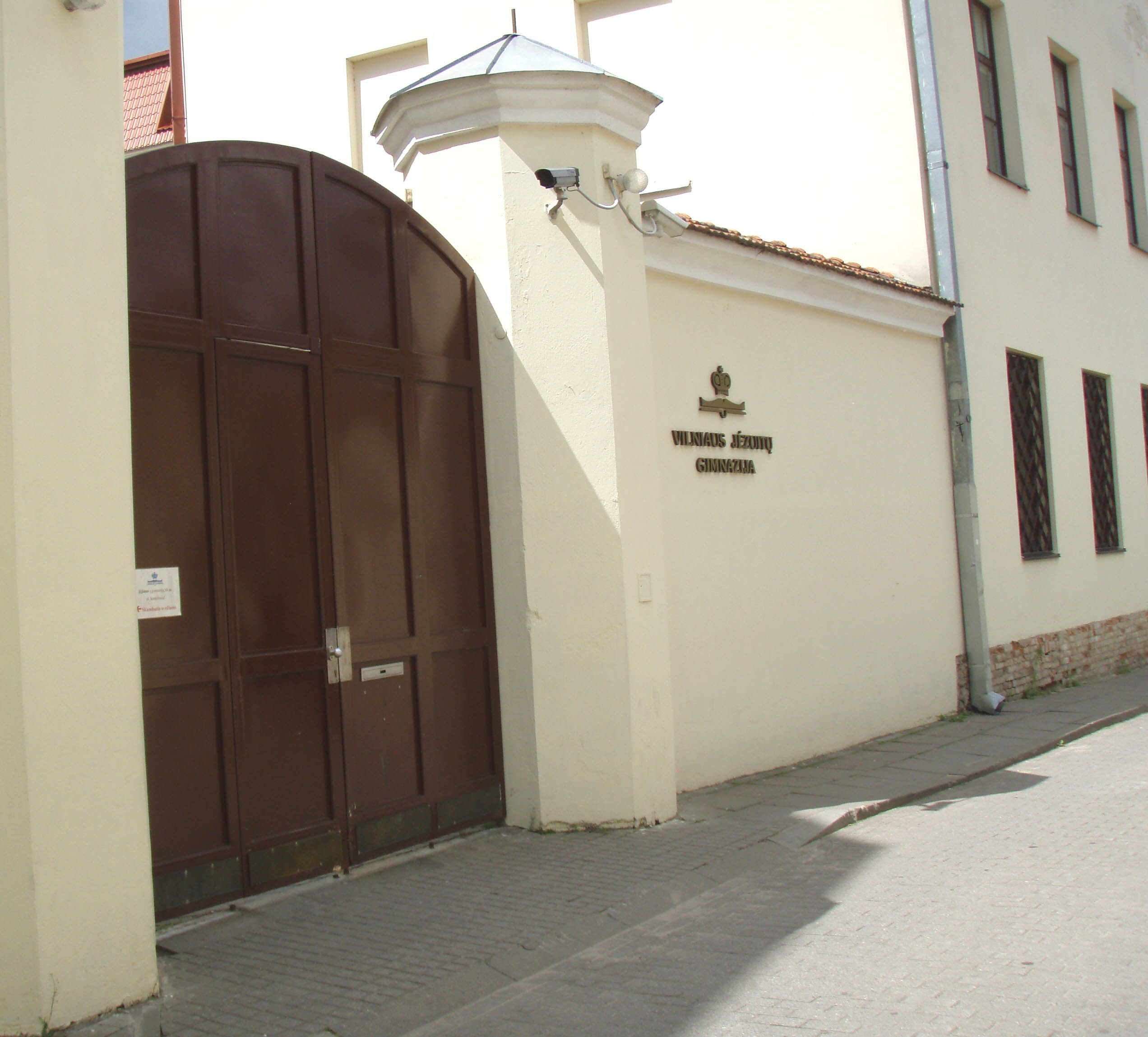
Виленский коллегиум иезуитов, открытый в 1570 г

Протасевичу удалось убедить Радзивиллов, влияние которых в Великом княжестве Литовском было велико, перейти в католичество, а Юрия Радзивилла, сына покойного к тому времени главы протестантизма Николая Радзивилла Чёрного, взял заместителем-коадъютером. В 1577 году Протасевич пресёк попытку протестантов открыть в Вильно школу, по его просьбе король Стефан Баторий уравнял виленский коллегиум в правах с Краковским университетом, коллегиум тоже стал университетом, мог присваивать учёные степени. При новом университете были открыты конвикт для бедных студентов и общежитие. Кальвинист А. Волан выпустил в Лоске полемический трактат, направленный против Валериана Протасевича. Тот, как бискуп, объявил трактат крамольным и запретил его. Есть ряд католических панегирических произведений в честь Протасевича.

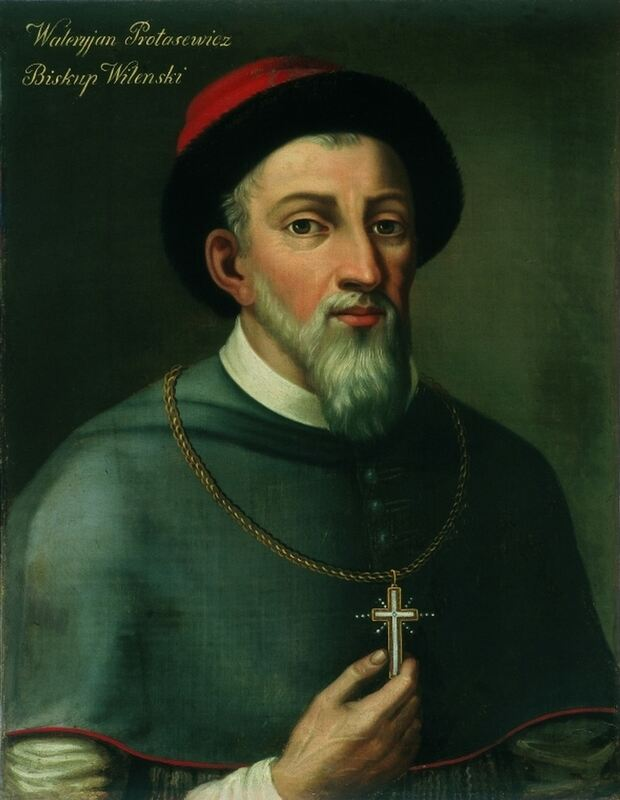
Валериан Протасевич. Худ. Я. Марачинский

Стефан Баторий запретил строительство протестантских и православных храмов сначала в Вильно, а затем и по всему Великому княжеству Литовскому. После Брестской унии 1596 года многие протестантские и православные церкви власти передали униатам и католическим орденам, которые стали их перестраивать. В католичестве укреплялась церковная дисциплина, приходским ксендзам рекомендовалось организовывать начальные школы с духовными библиотеками, создавать католические братства, вовлекая в них местное население. Иезуитские костёлы активно занимались благотворительностью, при костёлах открывались госпитали. Большое внимание уделялось иезуитским коллегиумам, куда принимали юношей разных вероисповеданий. На Украине первый коллегиум открылся в Ярославе на Перемышленщине в 1574 году, ректором там был одно время известный иезуитский теолог Бенедикт Гербест, а учился в коллегиуме Богдан Хмельницкий. Широко известной стала Замойская академия. Открылись коллегиумы в Орше (1617), затем в Несвиже, Витебске, Гродно, Пинске, Могилёве, Новогрудке, Слуцке, Полоцке, Остроге, Луцке, Каменец-Подольске

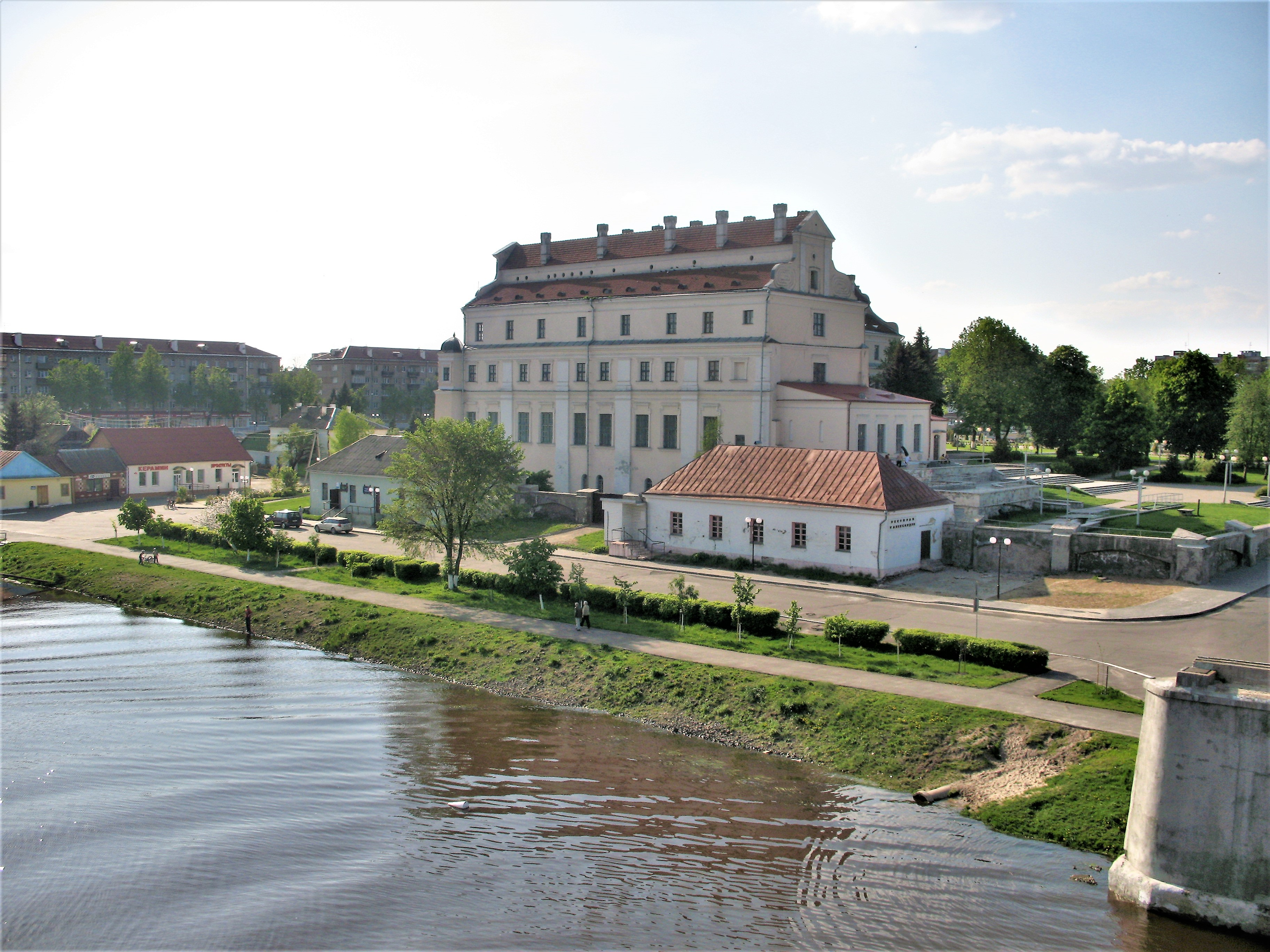
Иезуитский коллегиум в Пинске

Началось преследование протестантов, особенно антитринитариев, усилившееся после Люблинской унии 1569 года ― соглашением о государственно-политическом союзе Великого княжества с Польшей, в результате которого образовалось федеративное государство Речь Посполитая. К 1647 году были закрыты все арианские школы и типографии, а в 1658 году антитринитарии вообще изгнаны из Речи Посполитой. Остались лишь единичные кальвинистские общины. Идеологом же контрреформации в Великом княжестве Литовском явился один из инициаторов Брестской церковной унии 1596 года поляк Пётр Скарга, первый ректор Виленской иезуитской академии, позже придворный проповедник короля Сигизмунда III Вазы. Незаурядный полемист, он требовал подчинения светской власти церковной, за шляхтой признавал только право на «военное ремесло». Его трактат на польском языке «О единстве Божьей церкви под одним пастырем и о греческом от этого единства отступлении с предостережением и напоминанием русским народам, стоящим при греках», изданный в 1577 году в Вильно, воспевающий униатство, вызвал яростную полемику. Скарга, в частности, утверждал, что королевская власть в землях Великого княжества Литовского ниспослана Богом, население должно объединиться вокруг римского папы и короля. Протестантизм в Великом княжестве Литовском оказался в итоге в ситуации противоборства между католицизмом и православием, ни в католичестве, ни в православии, ни на униатском поле ему места не было. Хотя созвучные протестантам мысли можно найти в работах православных полемистов Х. Филалета, Г. Смотрицкого, Клирика Острожского, И. Вишенского.

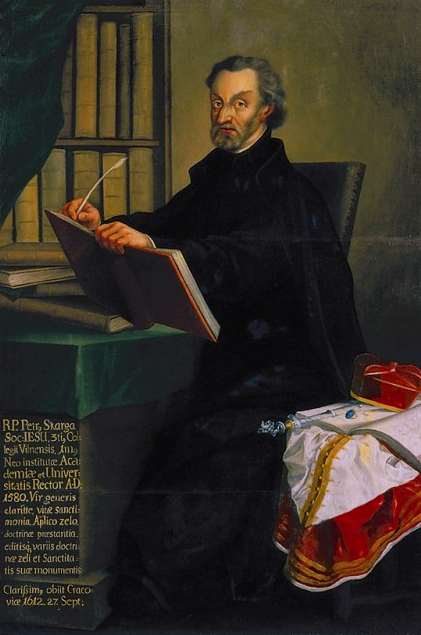
Пётр Скарга

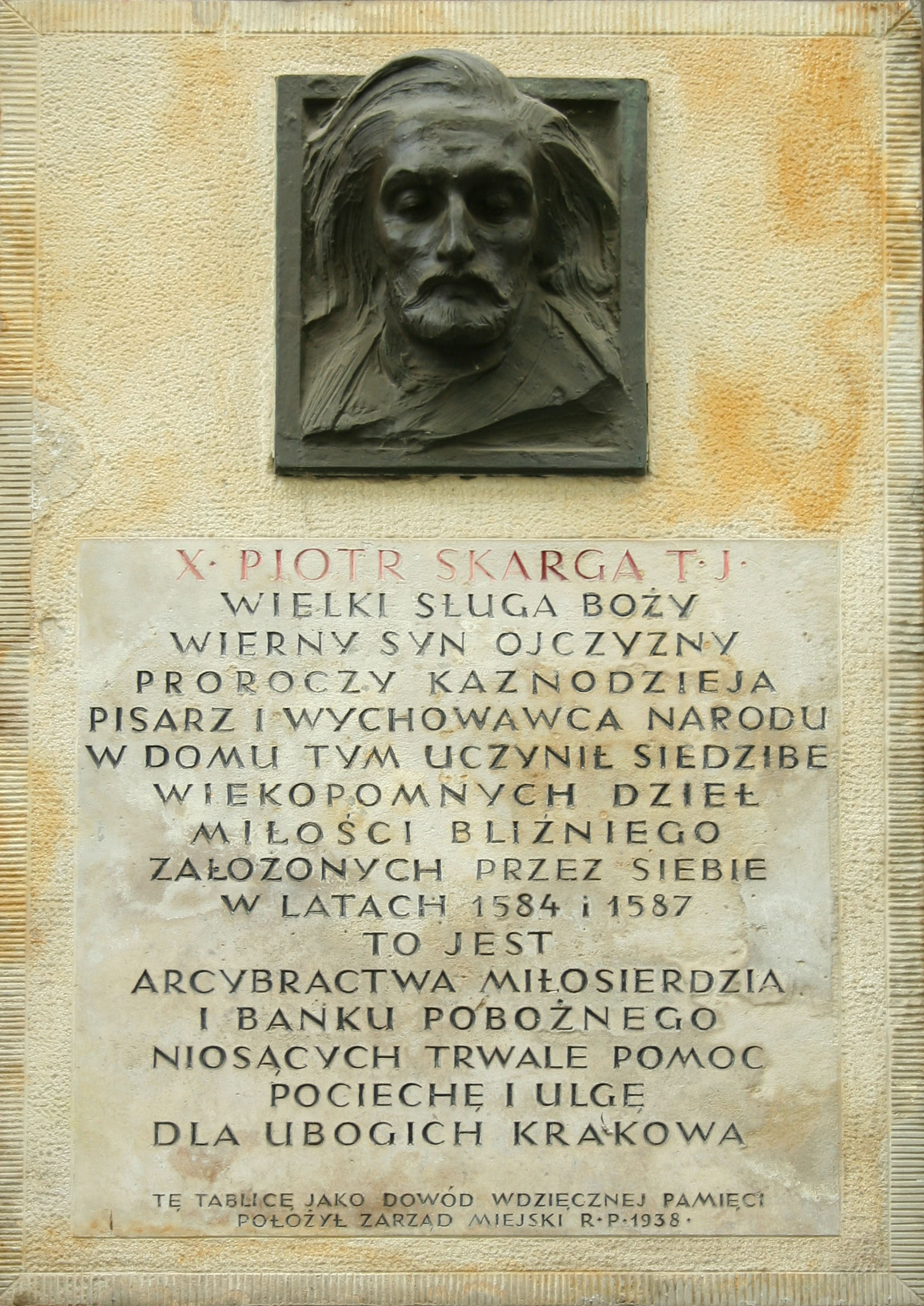
Памятная доска Петру Скарге в Кракове

Польские ариане, по мнению Скарги, были для католиков более врагами, нежели иудеи, — последние хотя бы, не принимая христианства, не являлись клятвопреступниками.
Российские и советские белорусские историки рассматривали деятельность ордена иезуитов в Великом княжестве Литовском исключительно как негативную, считая, что иезуиты внедряли польскую культуру и религию, отчуждали в собственность своих монастырей белорусские земли и т. д. Кроме того, полагали они, Великое княжество Литовское являлось плацдармом к католической экспансии в московские земли. Последнее утверждение не лишено оснований. Папский посол Антоний Поссевино в книге «Московия» писал: «Уния, а за нею святое вероисповедание католическое придут на Восток из Львова и Луцка, из Вильны и Полоцка».

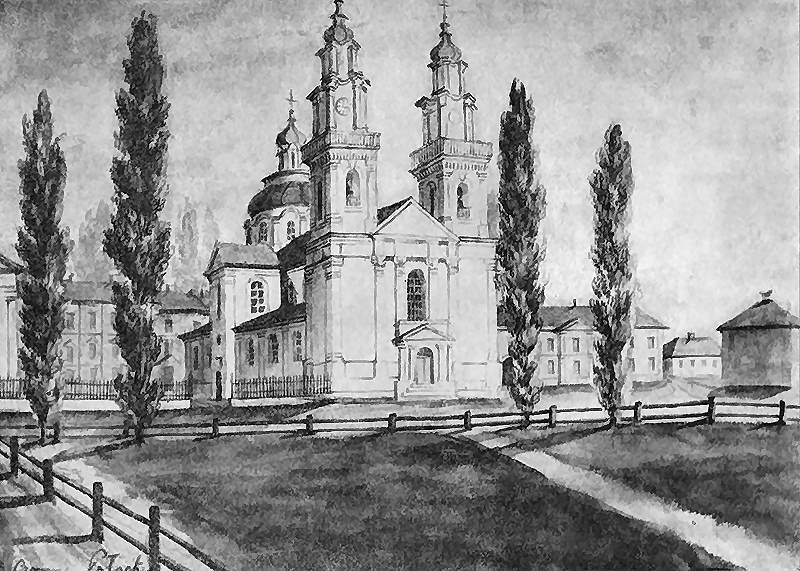
Коллегиум иезуитов в Полоцке. Рисунок Наполеона Орды

С сарказмом писал о контрреформации Н. Я. Данилевский: «…кому случалось видеть отвратительное, но любопытное зрелище драки между большими ядовитыми пауками, называемыми фалангами, тот, конечно, замечал, как нередко это злобное животное, пожирая с яростью одного из своих противников, не ощущает, что другой отъел уже у него зад. Не представляют ли эти фаланги истинную эмблему шляхетско-иезуитской Польши — её символ, герб, выражающий её государственный характер гораздо вернее, чем одноглавый орёл?». В отличие от Западной Европы, в Великом княжестве Литовском не было святой инквизиции. Хотя протестантские книги сжигались. Виленский бискуп Юрий Радзивилл в 1581 году, например, отнял у протестантов и православных на Волыни типографии и книжные лавки, велев сжечь изданные книги. В 1599 году 168 протестантов и православных собрались в Вильно и подписали соглашение о взаимопомощи. Со стороны протестантов выступал князь Крыштоф Радзивилл, со стороны православных ― князь Константин Острожский. Но подпись под документами Синода поставили только протестанты. Никакого итога эта встреча не дала, тем не менее стала своеобразным символом попытки диалога двух церквей.

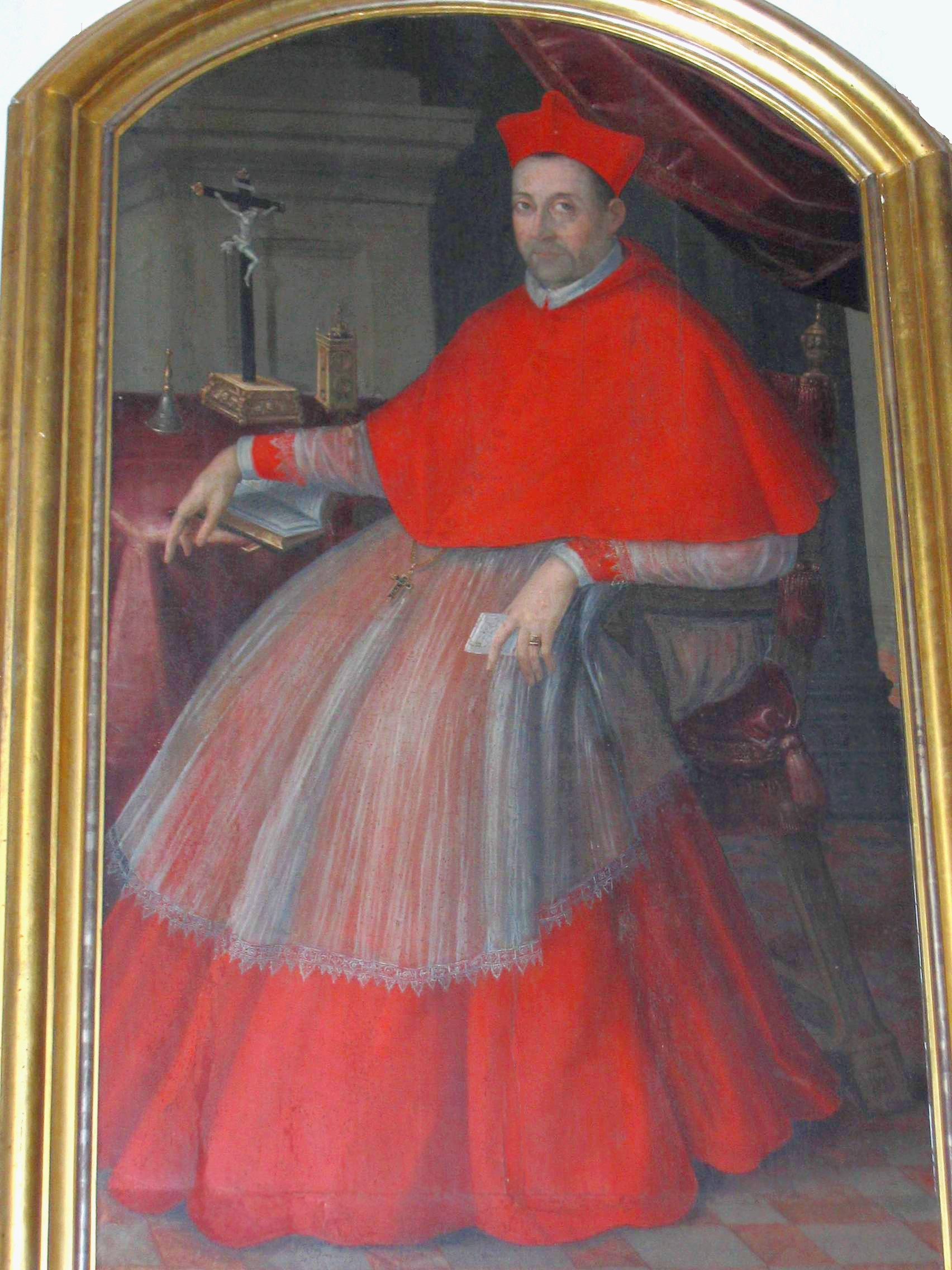
Юрий Радзивилл

Нередки были и погромы протестантских церквей и школ. После преследований светскими и духовными католическими властями кальвинисты в 1639 году покинули Вильно. В 1668 году вышел закон, по которому всякий отошедший от католичества изгонялся из страны и лишался имущества. По воспоминаниям Яна Цедровского, 3 апреля 1682 года в Вильно случилось нечто подобное Варфоломеевской ночи, когда толпа, подстрекаемая иезуитами, разрушала храмы и дома протестантов, убивая всех подряд. Виленский воевода Пац, увидев последствия, впал в депрессию и почти сразу же умер. В 1689 году Казимира Лыщинского вообще казнили в Варшаве как еретика. Согласно Уложению 1733 года протестанты и православные не могли быть депутатами вального сейма и судьями Главного трибунала. Их права уравнивались с правами евреев. Протестантские священники могли совершать крещение, похороны только с разрешения ксендза за плату. Умерших разрешалось хоронить ночью. Детей от смешанных браков записывали, не спрашивая родителей, в католичество. Польский писатель Станислав Сташиц нарисовал впечатляющую картину жизни крестьянина Великого княжества Литовского в результате воцарения католической церкви:
Я вижу миллионы творений, из которых одни ходят полунагими, другие покрываются шкурой или сермягой; все они высохшие, обнищавшие, обросшие волосами… Наружность их с первого взгляда выказывает больше сходства со зверем, чем с человеком… пища их — хлеб из непросеянной муки… А в течение четверти года — одна мякина… Жилищами им служат ямы или немого возвышающиеся над землёй шалаши. В этой смрадной и дымной темнице хозяин, утомлённый дневной работой, отдыхает на гнилой подстилке, рядом с ним спят нагишом малые дети….
Просветительская деятельность иезуитов и членов других католических орденов в советских исследованиях не рассматривалась. Достаточно выразительно звучит название диссертации Т. Б. Блиновой ― «Орден иезуитов в Белоруссии ― крупный вотчинник и эксплуататор народных масс» (1979). В 1990-х гг. стали появляться отдельные статьи в белорусских, украинских и литовских изданиях об иезуитах ― деятелях в области литературы и искусства, книгоиздания и просвещения, архитектуры. Со временем начинает более-менее детально анализироваться тема культурно-просветительской работы иезуитов. Более остальных об этом написала минский профессор Т. Паликовская. Однако, история культурно-научно-просветительской деятельности иезуитов не стала предметом обширного исследования в белорусской и литовской науке.
В первой половине XVII века в Великом княжестве Литовском на белорусских землях было 53 католических монастыря, во второй половине их насчитывалось около 50.

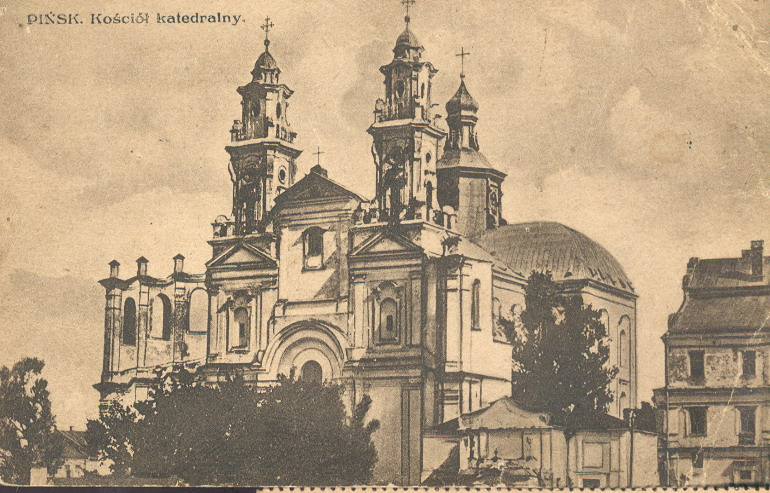
Костёл св. Станислава в Пинске

В 1772 году, например, в Великом княжестве Литовском существовало 27 монашеских католических орденов (19 мужских и 8 женских), имеющих монастыри. В конце XVIII века около 15 % жителей белорусско-литовских земель были католиками и 80 % униатами. В середине XVI века виленское католическое епископство владело 300 деревнями и 16 местечками с 6 тысячами крестьянских дымов (около 40 тысяч крепостных), в XVIII веке — 600 деревнями. Всего в Великом княжестве Литовском в конце XVIII века католической церкви принадлежало 60,6 тысяч крестьянских дымов. Во второй половине XVII века от протестантизма в Великом княжестве Литовском ничего не осталось, влиятельные и богатые магнаты, шляхта и горожане перешли в католичество

.

## Историография протестантизма в Великом княжестве Литовском
Документов протестантизма сохранилось немного, часть материалов была уничтожена в пору контрреформации, только в 1581 году при короле Стефане Батории сожжены десятки социнианских архивов. Однако сохранились косвенные документы: письма Ж. Кальвина к литовским протестантам, королевские указы, касающиеся протестантов, сеймовые решения, отчёты папских нунциев в Рим.
Первыми исследователями протестантизма в Великом княжестве Литовском и Польше были участники этого движения: так документальные материалы начал собирать секретарь Яна Лаского и Франциска Лисманинуса секретарь-протоколист первых протестантских синодов в ВКЛ Станислав Будзинский, он же Станислаус Будзиниус. К сожалению, его «Церковная история Польши и соседних стран с начала Реформации в год 1593», написанная на польском языке, сохранилась лишь частично в цитатах последующих авторов. Английский исследователь Роберт Уоллес (1791—1850) использовал материалы С. Будзинского в своём большом труде о деятелях арианства. Различным сектантским течениям, вышедшим из арианства, посвятил свой труд «Полонетица, или счастье Польского королевства, а также и Великого княжества Литовского» («Poloneutichia albo królewstwa Polskiego szszęscie, a przytem i W. Ks. Litewskiego», 1616) протестантский историк начала XVII века, один из деятелей социан Анджей Любенецкий. Польский историк XVII века кальвинист Анджей Венгерский был капелланом домашних церквей у польских магнатов. Значительный интерес в историографии протестантства представляет его труд «Историко-хронологическая система славянских церквей, описанная в странах Польша, Россия, Богемия, Пруссия, Литва и других» («Systema historicochronologica ecclesiarum slavonicarum per provincias varias, praecipue Poloniae, Bohemiae, Lithuaniae, Russiae, Prussiae, Moraviae etc. distinetarum», 1652), изданный под псевдонимом Adriani Regenvolscii. Работа охватывает историю церкви от Рождества Христова до 1650 года. В периоде XVI—XVII вв. автор даёт сведения о начале протестантизма в Великом княжестве Литовском, синодах, о составе протестантских общин и др.
В середине XVII в. доктор философии, несвижский иезуит Ян Антоний Пошаковский (1684—1757) издал свои исторические книги, посвящённые Реформации: «История лютеранства» («Hіstorіa luterska», Вильно, 1745), «История кальвинизма» («Hіstorіa kalwіńska», Варшава, 1747), «История про начало отделения Англиканской церкви» («Hіstorіa o początku odszczepіeństwa Koścіoła Anglіkańskіego», Варшава, 1748).
В историко-библиографической работе другого польского историка XVII века Кристофера Санди «Каталог антитринитарских произведений» отмечены, в частности, произведения арианских писателей, опубликованные в Великом княжестве Литовском, либо вышедшие в польских типографиях, но тематически связанных с историей местного реформационного движения. Видимо, на основе материалов Любенецкого и Венгерского Кристианом Фризом был написан очерк о реформации в Польше и Литве (Friese Ch. Bietrage zur Reformationsgeschichte in Polen und Lithauen. Breslau, 1786. 2 Bde.). Первое же фундаментальное исследование протестантизма в Великом княжестве Литовском — двухтомник польского историка Юзефа Лукашевича. В первом томе даётся история реформационного движения в Великом княжестве Литовском с начала XVI века до середины XVIII века, во втором томе — обзор протестантских общин, кальвинистских и арианских типографий и школ, списки кальвинистских сеньоров и проповедников, указаны протестантские сочинения. Известно исследование польского теолога Юлиана Буковского, но оно больше относится к протестантизму Польши.
В 1911 году профессор и действительный статский советник Г. К. Мерчинг подготовил первый выпуск издания из серии под названием «Monumenta Reformationis Polonicae et Lithuanicae». Всего было издано четыре книги серии: Monumenta Reformationis Polonicae et Lithuanicae. Zbiór pomników Reformacji kościoła polskiego i litewskiego. Zabytki z wieku XVI-go. Staraniem Synodu Jednoty Ewangielicko-Reformowanej Litewskiej: Serja 1 zeszyt 1. Zabytki z wieku XVI-go. Wilno, 1911. Serja IV zeszyt 2. Akta synodów prowincjonalnych Jednoty Litewskiej 1611—1625. Wilno, 1915. Serja VI zeszyt 1. Spis synodów i sesji prowincjonalnych Jednoty Litewskiej 1611—1913. Wilno, 1913. Serja X zeszyt 1. Akta, tho iest sprawy Zboru krześciańskiego Wileńskiego, ktore sie poczęli R.P. 1557 Miesiąca Decembra Dnia 14. Ze sprawą kxiędza Simona z Prossowic, tego zboru superintendenta, Kaznodzieie Oświęconego Kxiążęcia. Остальное помешала сделать начавшаяся Первая мировая война. В 1925 году эти памятники переиздали — «Zbior pomnikow Reformacji koscioła polskiego i litewskiego» (Wilno, 1925). В 1966—1983 годах в Варшаве изданы в трёх томах акты протестантских синодов в Польше — «Akta synodow roznowierczych w Polsce». В 1992 году Урсулой Августиняк были изданы тестаменты (завещания) видных литовских кальвинистов XVI—XVII вв.
Российские исследователи в своих статьях о Литве выступали с позиций православной церкви, их больше заботили вопросы взаимоотношения православия с католичеством и униатством. В этом ряду работа виленского протоиерея В. И. Плисса «Исторический очерк проникновения и распространения реформации в Литве и Западной Руси» (1914), опубликованная в журнале «Христианское чтение». Автор отмечает достижения протестантизма: уровень школьного образования, развитие книгоиздательского дела и др. Ученик М. О. Кояловича, член-корреспондент Российской Академии наук Платон Жукович происходил из семьи пружанского священника. Окончил Литовскую духовную семинарию и Петербургскую духовную академию. Он исследовал в основном религиозные отношения после раздела Речи Посполитой, но указывал на главную по его мнению ошибку магнатов Великого княжества Литовского: стремиться к дружбе с Польшей, а не с Россией: «Борьба против унии на современных ей литовско-польских сеймах (1595—1600 гг.)», СПб., 1897, «Сеймовая борьба православного западнорусского дворянства с церковной унией», СПб., 1912 и др.

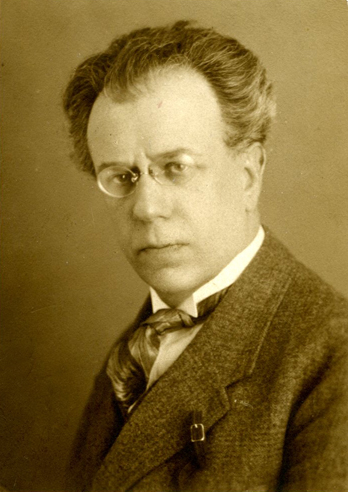
Владимир Иванович Пичета

Петербургский профессор Н. И. Кареев, занимавшийся историей Западной Европы, сетовал, что польские историки рассматривают Реформацию в отдельности от реформационного движения в Европе. Он писал: «Только политическое падение Речи Посполитой в конце XVIII в. заставило польских историков взглянуть на свою реформацию не только с церковно-религиозной точки зрения, но и культурно-политической… В отстаивании шляхтой свободы мысли не столько действовали сознанные потребности умственного прогресса и образования, сколько протест „шляхетской вольности“ против опеки духовенства… Королевская власть сторонилась от движения, духовенство с ересью боролось вяло, но вело энергическую борьбу со шляхтой на почве чисто социальных вопросов; всякая оппозиция шляхты принижала чисто сословный характер, а народ оставался в стороне».

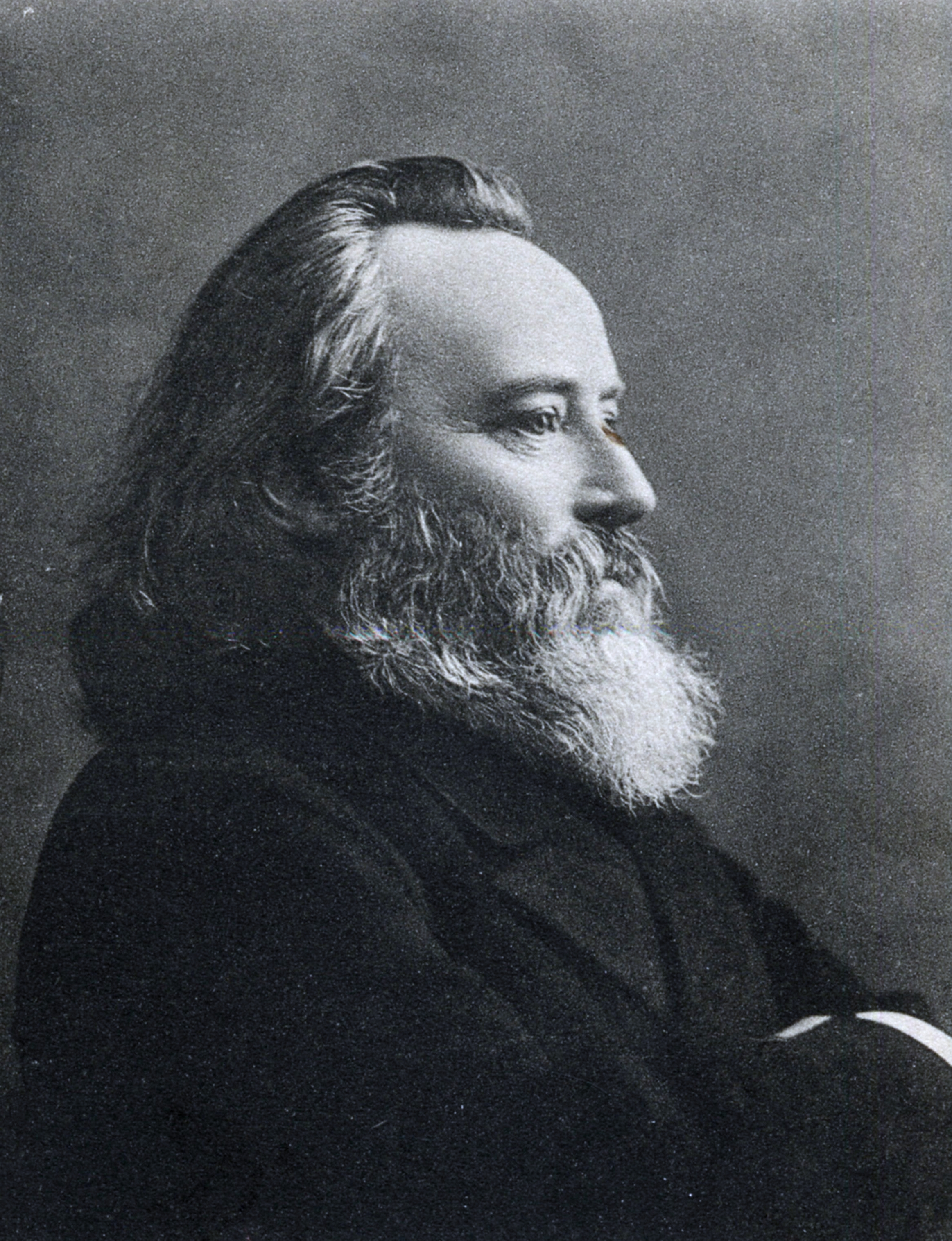
Николай Иванович Кареев

Историк-медиевист Н. Н. Любович, окончивший Киевский университет св. Владимира, преподавал курс всеобщей истории в Варшавском университете, затем был деканом историко-филологического факультета в Киеве. Инициатор и председатель Общества истории, филологии и права, автор популярной «Истории Греции». Тема его магистерской диссертации — «История реформации в Польше. Кальвинисты и антитринитарии» (Варшава, 1883). За докторскую диссертацию «Начало католической реакции и упадок реформации в Польше» (Варшава, 1890) Любович был удостоен Макарьевской премии, которая и сейчас считается высшей премией в области церковных наук. Н. Н. Любович, живя в Варшаве, тщательно исследовал местные архивы, попытался их систематизировать. Побывал он и в архивах Москвы, Петербурга, Вильны, Кракова, Берлина, Кёнигсберга, Ватикана, Цюриха, Женевы и др. Следует отметить и другие его работы: «Общественная роль религиозных движений» и «К истории иезуитов в литовско-русских землях в XVI веке», «Люблинские вольнодумцы XVI века: антитринитарии и анабаптисты». В реформационном движении Польши и Великого княжества Литовского Любович считал главным не противоречивость религий, а противостояние шляхты и католического духовенства в борьбе за экономическое и политическое влияние. В отличие от польских историков, он полагал причиной католической реакции не внешние факторы, а внутренние. Однако Любович в своих работах не делал обобщений и выводов, основной своей задачей он считал публикацию и систематизацию новых архивных данных.
Выпускник Киевского университета, ученик В. Б. Антоновича, О. И. Левицкий происходил из семьи украинского священника. Работая в «Киевской старине», опубликовал там ряд архивных материалов по истории Украины XVI—XVIII веков. Известен как исследователь «Летописи Самовидца» и автор исторических повестей и рассказов. Президент Всеукраинской академии наук. В своих работах, богатых фактологическим материалом, касался реформационных проявлений на Волыни («Социнианство в Польше и Юго-Западной Руси в XVI и XVII вв.», «Нариси стародавнього побуту Волинi i України» и др.). Работа «Внутреннее состояние западно-русской церкви в Польско-Литовском государстве в конце XVI в. и Уния» (1884) рассказывает о православной церкви в пору протестантизма и унии. Проводил прямую параллель между антитринитаризмом и московской ересью жидовствующих, называл «польских братьев» «полужидовствующей партией в секте».
Посвятил протестантизму небольшую работу «Протестантство в Польше и Литве в его лучшую пору» («Чтения в обществе любителей духовного просвещения», 1881, XII) Д. В. Цветаев, хотя здесь он рассматривал в основном отношение православных к протестантизму. В работе «Литературная борьба с протестантством в Московском государстве» (Москва, 1887) Д. В. Цветаев анализирует православную полемическую литературу, направленную против «ересей» в Польше и Великом княжестве Литовском. О «ересях» из России и их влиянии на формирование протестантизма в Великом княжестве Литовском писал историк церкви богослов И. И. Малышевский. Ещё один ученик В. Б. Антоновича, выпускник Киевского университета М. В. Довнар-Запольский опубликовал более 200 работ по истории Украины, Белоруссии, Литвы и Польши. Его большой труд «История Белоруссии» (1925) был признан националистическим и опубликован лишь в 1994 году. Довнар-Запольский не останавливался на протестантизме, но охарактеризовал общую картину, ему предшествующую.

Митрофан Довнар-Запольский

Профессор В. И. Пичета считал, что С. Будный и другие реформаторы поневоле содействовали полонизации Украины и Белоруссии, а гнёт крестьян в пору реформ только усилился. Польшу Пичета вообще воспринимал как врага и поработителя белорусского и украинского народов. Тем не менее, сегодня одни историки находят в трудах Пичеты подтверждение своим теориям, другие — противоположные по взглядам — находят там же этим теориям возражения. В плане изучения протестантизма в Великом княжестве Литовском примечательна книга В. И. Пичеты «Белоруссия и Литва XV—XVI вв. (исследования по истории социально-экономического, политического и культурного развития)».
В обширном труде митрополита Макария (Булгакова) «История Русской церкви» (1879) немало страниц посвящено истории Литовской митрополии и взаимоотношений православной церкви и протестантов. Об этом и работа историка М. О. Кояловича «Об отношениях западнорусских православных к литовским протестантам во времена унии» в «Христианском чтении» (1860). Архиепископ Афанасий Мартос родился в Белоруссии, и хорошо знал жизнь и историю своего края. Тема протестантизма отмечена им в "Истории православной Церкви в «Белоруссии» (1948, Гамбург) и в книге «Беларусь в исторической, государственной и церковной жизни».

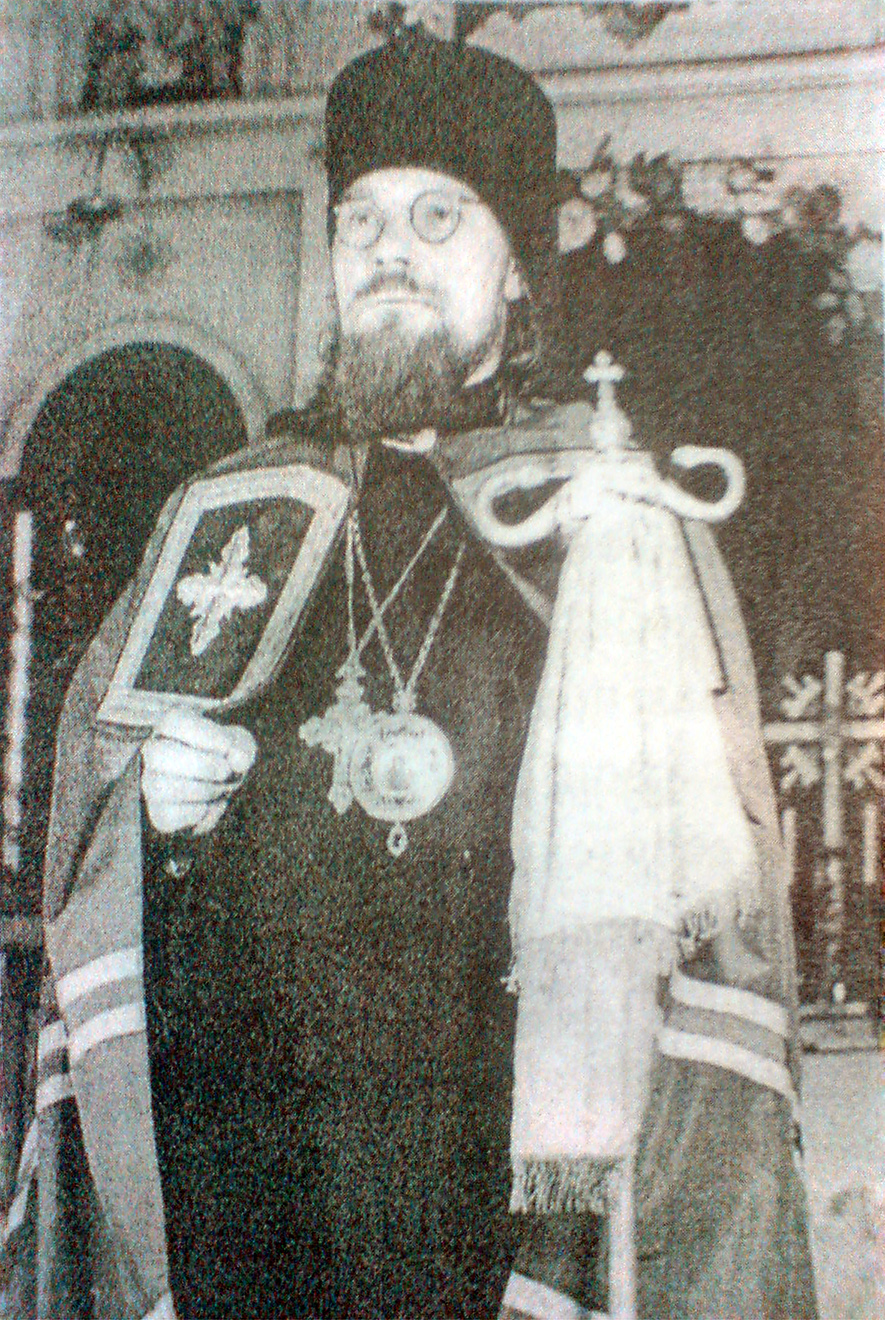
Архиепископ Афанасий Мартос

Из польских исследований начала XX века известны работы А. Брюкнера и Г. Мерчинга. Польский славист, профессор Берлинского университета Александр Брюкнер отвёл реформационному движению большую главу из историко-литературных очерков в своей книге «История польской культуры». Возвеличивая протестантство как культурное движение, Брюкнер отметил равнодушие к нему народных масс: «Польша не была подготовлена к этому движению. Уровень народного просвещения был таким низким, что новые лозунги не нашли отклика, а у людей просвещённых не хватало живого религиозного чувства, Но свершилось чудо: в век религиозного индифферентизма именно религиозные вопросы внезапно оттеснили все прочие…». И далее, о народе: «Догматы и споры о новой вере не могли расшевелить этих больших детей, которых духовенство водило на поводу». Он не задаётся вопросом, почему же в Западной Европе народ так активно включился в реформационное движение. Реформация в Польше по мнению Брюкнера подвигла к развитию католичество, поскольку «нападки иноверцев необходимо было отражать должным образом… В течение этой борьбы заполнились, наконец, те постыдные пробелы общественной литературы, которая не имела ни Библии, ни Евангелия на родном языке».

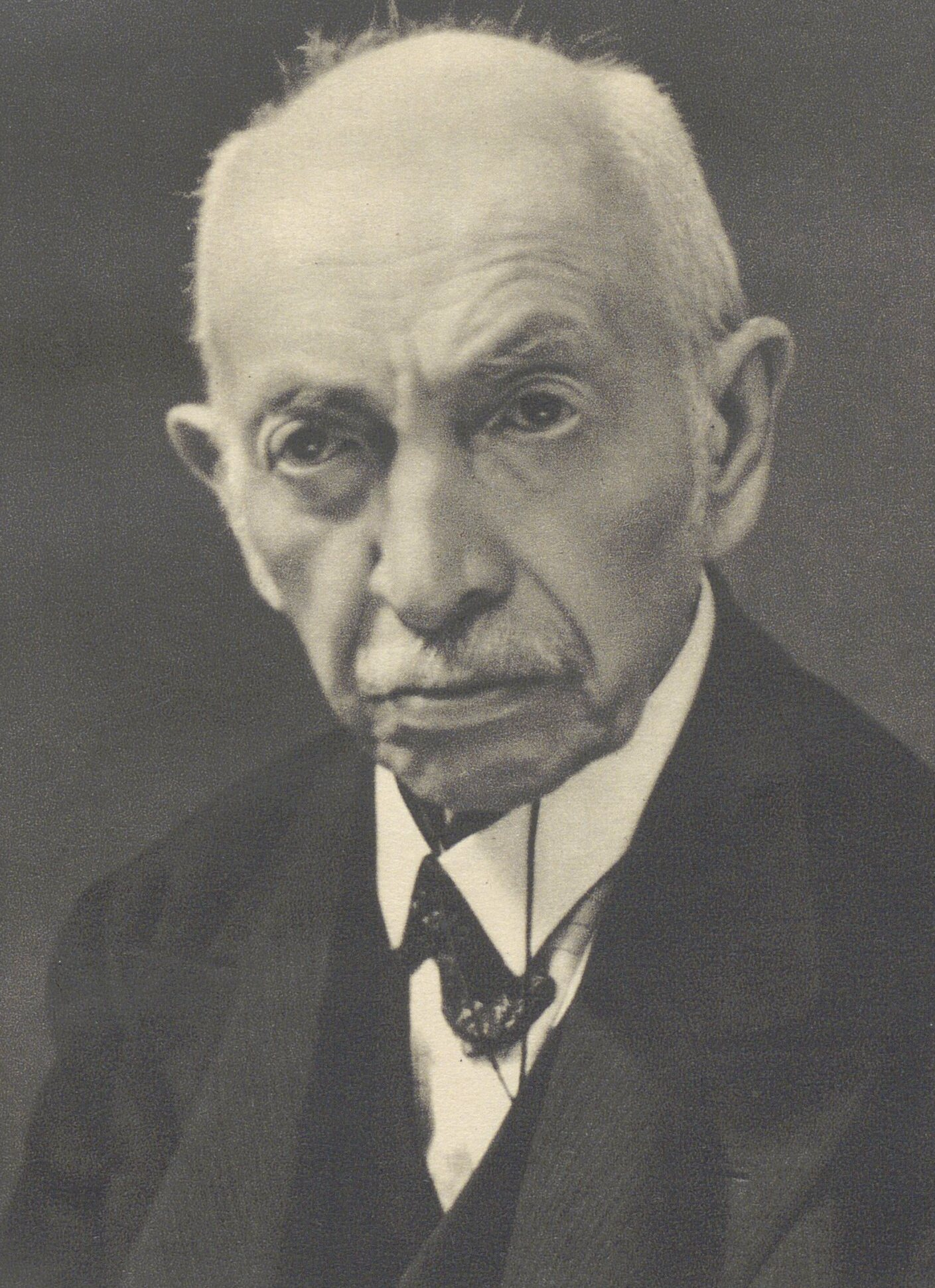
Александр Брюкнер

Генрик Мерчинг происходил из лютеранской семьи. Окончил с отличием физико-математический факультет и историко-филологический факультеты Варшавского университета, преподавал физику и электротехнику в Петербурге, став в 1911 году «заслуженным профессором». Как историк реформационного движения, стал известен своими двумя работами — о протестантских зборах и сеньорах в Речи Посполитой а также книгой о Симоне Будном, где писал, что тот «явился первой в мировой литературе попыткой всесторонней критики текстов Нового завета». Разбору политических и социальных взглядов «польских братьев» и разнице течений в антитринитаризме посвятил свою книгу Стаслислав Кот, анализируя при этом дискуссии между Петром из Гонёндза и Симоном Будным, Чеховичем и Немоевским.
В 1947 году в Варшаве вышла книга Витольда Каменецкого «Литовское общество XV века», где вкратце говорилось о конфессиях Великого княжества Литовского. На первой методологической послевоенной конференции польских историков в 1951 году основатель познанской исторической школы Генрик Ловмянский прочитал лекцию о польско-литовских отношениях с 1386 по 1569 годы.

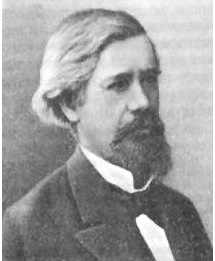
М. О. Коялович

Его ученик познанский профессор Гжегож Блащик продолжил исследования Ловмянского, постаравшись осветить всю историю польско-литовских отношений, начав её с XIV века. Не минул он и протестантских течений в Великом княжестве Литовском.
Януш Тазбир в своих работах подчёркивал отличие кальвинизма в Польше и Великом княжестве Литовском от западноевропейского: «Напрасно бы искали мы в нём похвалу активному образу жизни, апологию торговли, стремлению деятельностью показать благословение Божие»
. Я. Тазбир, говоря о крестьянах и городской бедноте в исследуемый период, обозначил первопричиной реформации экономическую ситуацию в Польше. Считая ариан последователями повстанцев Гданьска и Пруссии, Тазбир, тем не менее, утверждал, что шляхта на первых порах не имела на синодах никакого влияния.
Подготовленная всеми этими исследованиями, в 1970-х годах вышла обобщающая работа Марцеллия Космана «Реформация и контрреформация в Великом княжестве Литовском в свете новых исследований». В статье «Кальвинисты в культуре Великого княжества Литовского» М. Косман обратил внимание на зарождение культурных традиций в ВКЛ, их европейскую преемственность, анализировал уровень образования в Великом княжестве Литовском.
Работа автора исследований по истории Великого княжества Литовского варшавского профессора Урсулы Августыняк касается вопроса опеки литовскими магнатами протестантских общин. Из относительно последних польских работ — монография Томаша Кемпы «Протестанты и православные в защите религиозных свобод в конце XVI и в первой половине XVII века». Белостокские историки Маржена Лидке и Пётр Гузовский занимаются собранием актов синодов протестантской церкви Великого княжества Литовского в 1626―1637 годах. Маржена Лидке заинтересовалась православной крупной шляхтой в годы реформации. По её мнению, «для многих из них протестантизм был переходным этапом на пути в католичество; однако и протестантизм, и католичество в ВКЛ были носителями польской культуры».

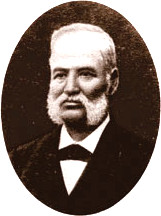
Иван Игнатьевич Малышевский

В большой работе немецкого историка Ганса-Кристиана Дитриха «На пути к единству веры… Реформация в Беларуси» (2006) на основе польских источников даётся список белорусских городов и местечек, где находились протестантские общины. Особое внимание автор уделяет кальвинизму, рассматривая систему кальвинистских школ, деятельность типографий и библиотек. Он считает кальвинизм более приемлемым для шляхты нежели лютеранство, как более радикальное, национальное и свободолюбивое течение. Отход от православия многих магнатов и переход их в кальвинизм Дитрих объясняет стремление приобщиться к западной цивилизации. Автор разбирает структуру кальвинистской церкви, практику проведения синодов. Одна из глав посвящена деятельности антитринитариев, по Дитриху их было не более десятка. Последняя глава рассказывает о контрреформации в Великом княжестве Литовском. Дитрих полагает, что реформация и контрреформация развивались практически параллельно. Детальный разбор немецкой книги дал И. П. Климов.
Из украинских исследователей протестантизма в Великом княжестве Литовском известен историк-краевед Волыни О. А. Фотинский. О «протестантском ферменте» писал украинский историк М. П. Драгоманов. М. С. Грушевский восклицал в 1920-х годах: «Украинский корабль плыл полными парусами на ветру Реформации». Однако, он признавал, что украинскому крестьянину новая вера была безразлична, он её воспринимал как «господскую церковь». Достижением протестантизма на Украине Грушевский считал обновление православной церкви, использование в богослужении народного языка. Из современных украинских работ стала заметной книга профессора В. И. Любащенко «История протестантизма в Украине» ― курс лекций, пособие для гуманитарных факультетов украинских вузов.
В работе литовского историка Инги Лукшайте «Литовский язык и реформационное движение в XVII в.» рассматриваются памятники реформационной письменности как источники к истории языка и культуры литовского народа. В книге «Крестьянский вопрос в литовской публицистике конца XVI — первой половине XVIII вв.» она опубликовала работы А. Волана и профессора Виленской иезуитской академии Я. Хандинского. В монографии «Радикальные направления Реформации в Литве» И. Лукшайте рассматривает социальные аспекты ариан в Великом княжестве Литовском, отмечая толерантность религий. Известный в Литве историк Альфредас Бумблаускас в кандидатской диссертации «Генезис Реформации в Великом княжестве Литовском» (1987) попытался определить социальную основу идейных течений протестантизма в Великом княжестве Литовском, полагая, что успеху кальвинизма содействовал его «республиканский характер». А. Бумблаускас возглавил группу историков, написавших в 2012 году по заданию МИД Литвы «Историю Литвы» для внешнего распространения. В этой работе утверждается, что именно Литва является преемницей Великого княжества Литовского.

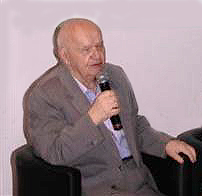
Януш Тазбир

Из советских белорусских учёных к теме протестантизма, а точнее, к белорусской Реформации обратился минский кандидат философских наук Н. О. Алексютович. Это была брошюра в 35 страниц, где вопрос только поднимался, но суть его и значение раскрыты не были. Более того, Алексютович приписывал протестантам атеистические идеи. Спустя 12 лет появились работы белорусских философов Э. Дорошевича, В. Конона и С. Сокола, рассматривавшие протестантизм согласно марксистской диалектике исключительно как борьбу классов ― феодалов и нарождающейся буржуазии. Нарождавшийся в Великом княжестве Литовском гуманизм подавался В. Кононом как исторический феномен. В 1970 году тему протестантизма поднял белорусский историк и социолог С. А. Подокшин, назвав это время «золотым веком белорусской истории». Впервые понятие «золотой век» встречается в поэме «Труды и дни» древнегреческого поэта Гесиода. Он обозначил им мифическое давнее прошлое, когда люди якобы жили без забот, предаваясь радостям и творчеству. Подокшин видит своеобразность протестантизма Великого княжества Литовского в том, что идеологическая борьба проходила преимущественно в религиозных формах, в отличие от Европы с её мятежами и бунтами. Главными причинами протестантизма Подокшин считал развитие товарно-денежных отношений, стремление нобилитета к сепаратизму, нежелание магнатов подчиняться Польше. Подокшин придавал большое значение недовольству мещан духовными юридиками, {{нет АИ 2|но никто из позднейших исследователей не отмечал какую-то роль мещан Великого княжества Литовского в протестантизме. Тезис Подокшина, что средняя и мелкая шляхта с энтузиазмом восприняла протестантизм, также впоследствии не получил у исследователей подтверждения.
«Золотым веком», в отличие от историков, предпочитавших термин Реформация, впоследствии стали называть время протестантизма историки-любители, писатели и журналисты. Понятие «золотой век» стало образной характеристикой, обозначающей время расцвета духовной жизни Великого княжества Литовского. Иногда ссылаются, как Подокшин, на поэму Н. Гусовского «Песнь о зубре», где якобы термин «золотой век» в отношении XVI века приводится, но, во-первых, речь идёт о ВКЛ времён князя Витовта, а во-вторых в латинском оригинале поэмы такого термина нет, это вариант переводчика на белорусский язык Я. Семяжёна. Термин «золотой век» в отношении XVI века появляется в мемуарах начала XVII века Ф. Евлашовского, но он имеет в виду не расцвет политической и гражданской мысли, а религиозную веротерпимость: «На он час, ― пишет Евлашовский, ― разност вяры не чинила намнейшей розности в милости приятелскей, для чого самого тамтот век злотым ми се види от нинейшого веку, кгде юж и межи еднэй вяры людьми облуда все заступила, а покготовю межи розными вяры анисе пфтай о милост щирость и правдиве добрэ заховане…».
О первом виленском синоде, объединившем протестантские общины, и о дальней судьбе протестантов после включения земель Великого княжества Литовского в состав Российской империи рассказывает работа белорусского историка А. П. Грицкевича. С начала 1980-х годов историей реформации в Речи Посполитой стал заниматься московский историк, директор Центра украинистики и белорусистики исторического факультета МГУ, М. В. Дмитриев, опубликовавший в российских журналах и сборниках ряд статей, из которых наиболее выделяются «О генезисе радикальных тенденций арианизма в Речи Посполитой в 60-е годы XVI в.» («Проблемы истории античности и средних веков», 1983) и «Реформационное движение в восточнославянских землях Речи Посполитой в середине XVI в.» («Вопросы историографии и истории зарубежных славянских народов», 1987), "Влияние реформации на общественную мысль украинско-белорусских земель Речи Посполитой во второй половине XVI ― первой половине XVII вв. («Отечественная общественная мысль эпохи средневековья. Историко-философские очерки. Сб. научных трудов. Киев», 1989). В последующих работах М. В. Дмитриев рассматривал влияние А. Курбского, «московской ереси» Феодосия Косого, Артемия и других на реформацию в Великом княжестве Литовском, что, кстати, решительно отрицал в 1920-х годах М. С. Грушевский. Взаимоотношениям православной церкви и протестантизма посвящена работа М. В. Дмитриева «Православие и Реформация. Реформационные движения в восточнославянских землях Речи Посполитой во второй половине XVI века» (1990), написанная по трудам российских историков XIX века.
С конца XX века термин «золотой век» в белорусской историографии появляется всё чаще. В постсоветской Белоруссии историки пишут статьи и книги о Великом княжестве Литовском, берётся на вооружение символика ВКЛ, ищутся доказательства значимости и величия ВКЛ, как белорусского прошлого. Здесь как нельзя кстати и пришёлся протестантизм, преподносимый как расцвет культуры, экономики и юридической мысли. А. Мальдис, выступая на конференции, посвящённой ВКЛ, заявил, что «Золотой век ― это время, когда наша культура развивалась согласно общеевропейским канонам… Ренессанса и Реформации». В начале XXI века в белорусских средствах массовой информации стали появляться материалы, характеризующие ВКЛ только с положительной стороны. Термин «золотой век» появился даже в школьном официальном пособии.
В 2003 году неопротестантские религиозные организации торжественно отмечали «450-летие Реформации на Беларуси». В русле мероприятий много говорилось о вышедшей двумя годами раньше в Хабаровске книге одного из лидеров неопротестантизма, пятидесятника Станислава Акинчица «Золотой век Беларуси», где автор заявляет: «Когда в нашей стране умножились праведники, в Беларуси была хорошая жизнь, было благоденствие. Это XVI век, столетие Реформации, время, вошедшее в историю как Золотой век Беларуси». Выступая от имени православной церкви, А. Хотеев посвятил этой небольшой книге несколько статей. Хотеев определил главную задачу книги ― подтвердить историческую основу неопротестантизма в Белоруссии и обозначить его как доминирующую духовную силу белорусского возрождения. Ст. Акинчиц пишет: «Реформация сформировала белорусское Возрождение, создала Золотой век Беларуси, заложила основу белорусской нации. К XVI веку обращаются многие поколения белорусов в поисках своих корней, своей тождественности, своего предназначения, своей идеи… Золотой век Беларуси, XVI век, показывает нам, где тот добрый путь, по которому следует идти, чтобы Беларусь заняла своё почётное место среди народов». В первых двух главах книги рассказывается о начале протестантского движения в Европе, в третьей главе излагается краткая история Белоруссии до XVI века, деятельность Ф. Скорины, в четвёртой ― о деятельности Николая Радзивилла Чёрного, в пятой и шестой ― о значении реформации и её влиянии на общественную и культурную жизнь белорусов. Ст. Акинчиц приписывает термин «золотой век» В. Пичете, но по мнению А. Хотеева это не так. Текст Пичеты таков: «С начала XVI века феодальная культура Белоруссии вступает в блестящий период своего подъёма. Белорусское Возрождение XVI века — золотой век в развитии белорусской письменности». То есть Пичета говорит лишь о книгоиздании. Далее В. Пичета даёт характеристику протестантизма, весьма далёкую от умиления: «Протестантизм содействовал развитию литературного языка народа и подходил рационалистически к толкованию священного писания, но вместе с тем он относился отрицательно к подлинному научному знанию, освобождённому от всякого влияния церкви. Протестантизм признавал науку до тех пор, пока она не расходилась с его основаниями. В этом отношении протестантизм — шаг назад по сравнению с подлинным гуманистическим движением».
А. Хотеев довольно иронически относится к утверждению Акинчица, что «золотой век» ― это время белорусского экономического, культурного и правового расцвета. В Польше, говорит он, действительно всеми XVI век считается золотым ― это шляхетские вольности, бурное развитие книгопечатания с выпуском сотен книг, расцвет польской литературы и искусств. А. Хотеев пишет: «В учебниках по истории Беларуси XVI в. представляется не „золотым“, а тяжёлым периодом, наполненным войнами, центральным событием которого была Люблинская уния 1569 г., положившая начало новой, трагической странице истории страны». Ст. Акинчиц отмечает аграрную реформу 1557 года как прогрессивное начинание реформации. А. Хотеев, возражая ему и ссылаясь на М. В. Довнар-Запольского (Доўнар-Запольскі М. В. Дзяржаўная гаспадарка Вялікага Княства Літоўскага, Мн., 2009), говорит, что аграрные новшества начала вводить ещё королева Бона Сфорца в своих имениях, и протестанты здесь ни при чём. Доходы шляхты после реформы 1557 года увеличились, но произошло разрушение традиционного крестьянского уклада, разрушилась сельская община, крестьян насильно прикрепили к волоке, их повинности увеличились в два раза. Получилось как раз наоборот, нежели утверждает Акинчиц, крестьяне стали ещё более зависимы от помещика, ― это в отличие от европейского сельского хозяйства, где при переходе от натуральных повинностей к денежным произошло освобождение крестьян. Участилось бегство крестьян, что не замедлили запретить «памятники юридической мысли» ― Статуты Великого княжества Литовского. Останавливаясь на законах «золотого века», А. Хотеев пишет: «Говоря о правовой деятельности протестантов, следует заметить, что она не преследовала какие-то особые возвышенные принципы». Ст. Акинчиц называет Статут 1588 года «самым совершенным юридическим кодексом Европы XVI столетия». Однако, отвечает ему А. Хотеев, «следует вчитаться в тексты законов, чтобы увидеть, что большая часть населения страны практически бесправна, что права и свободы принадлежат только привилегированному сословию». Крестьяне, например, лишены права собственности на землю, политического права управления государством (не выбирают короля, не имеют своих представителей на сейме). Далее Акинчицем указывается на принцип разделения властей в Статуте. Но он проведён здесь не до конца. Например, паны-рада выступают не только как исполнительный орган, но и как судебная инстанция. Интересным выглядит заявление, что в статуте закреплён принцип свободы совести. Очевидно, речь идёт о тексте Варшавской конфедерации 1573 года, известной как 3 статья 3 раздела. Приходится заметить, говорит Хотеев, что принцип свободы совести в Статуте 1588 года совершенно отсутствует… В статье говорится об обещании панов духовных и светских, «рыцарства и станов инших» хранить покой между разделёнными в вере, из-за веры в костёлах крови не проливать, никого не карать лишением имущества и прочими казнями. Но тут же говорится: «Вольно и тепер кождому пану подданного своего непослушного так в духовных, яко и светских речах, подлуг порозуменья своего карать». То есть, с одной стороны, даётся обещание сохранять status quo между разделёнными в вере панами и шляхтой, причём гарантируются права духовных лиц «Римского костёла» и «веры греческой» (о протестантах умалчивается), а с другой стороны, совесть своих подданных господа могут определять по своему разумению согласно известному принципу «чья власть, того и вера». Хотеев приходит к выводу, что никакого «золотого века» и Реформации в Великом княжестве не было. Ответа Хотееву от Ст. Акинчица не последовало, в дальнейших статьях он вновь утверждает: «За тысячу лет большинство важнейших для Беларуси событий и свершений собралось в XVI веке, который называют Золотым Веком. Наши богатства идей, искусств, архитектуры, наша воля и сила духа, наша любовь к своему краю главным образом ― там. В этом смысле мы ― нация XVI века».